# Schokland
Vous lisez un « bon article » labellisé en 2018.
Schokland (prononcé en néerlandais /ˈsxɔklɑnt/) est une ancienne île du golfe du Zuiderzee, située dans la province néerlandaise du Flevoland.
L'ancienne île de Schokland a été un territoire continental occupé avant 10000 av. J.-C. L'endroit illustre la vie entre eau et terre menée par les habitants de la région pendant des millénaires. Les terres ont été grignotées par la mer au fil des siècles, et le territoire est devenu une presqu’île puis une île de plus en plus fréquemment inondée. Des terps, sortes d'élévations artificielles, ont été construits et urbanisés au Moyen Âge pour permettre aux habitants de continuer à vivre, à l'abri de la mer. Des digues et des tranchées ont été réalisées pour tenter de maîtriser la montée des eaux. En 1859, l'île, devenue trop dangereuse en raison des nombreuses inondations, est évacuée. Au XXe siècle, le golfe du Zuiderzee est asséché, et Schokland est enclavée dans l'espace continental, perdant son statut d'île.
La richesse de son histoire liée à la mer, la présence de nombreux sites archéologiques et la volonté de préserver un site naturel exceptionnel ont permis à Schokland de bénéficier d'une inscription, en 1995, sur la liste du patrimoine mondial de l'UNESCO, devenant le premier site néerlandais ainsi distingué. En 2015, l'ancienne île dispose de 4 bâtiments et 6 sites archéologiques inscrits au titre de monuments nationaux.

## Géographie

### Situation et localités limitrophes

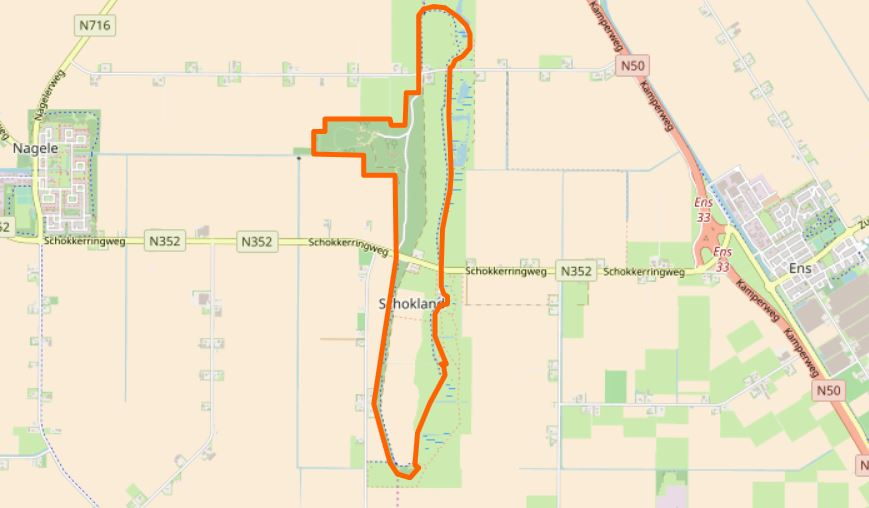
Localisation du village au sein de la commune de Noordoostpolder.

La forme oblongue de l'ancienne île apparaît sur la carte. La localité actuelle est entourée de terres.
Schokland, située dans la partie sud de la commune de Noordoostpolder, est entourée par trois localités : Nagele, à l'ouest, Ens, à l'est et Emmeloord au nord. Le territoire de Schokland est délimité au sud par le Ketelmeer, un lac de bordure situé entre Noordoostpolder et le polder du Flevoland de l'Est. Schokland est traversée, en son centre, par la N352, route qui se déploie localement sur un axe est/ouest,,,,.
Dans la première moitié du XIXe siècle, alors qu'elle était encore une île, Schokland s'établissait à environ 6 km du littoral néerlandais, entre l'embouchure de l'IJssel et l'ancienne île d'Urk,. Ce n'est qu'à partir de 1942, avec l'assèchement du Zuiderzee, que Schokland devient une partie intégrante de la zone continentale néerlandaise.

### Géologie et relief

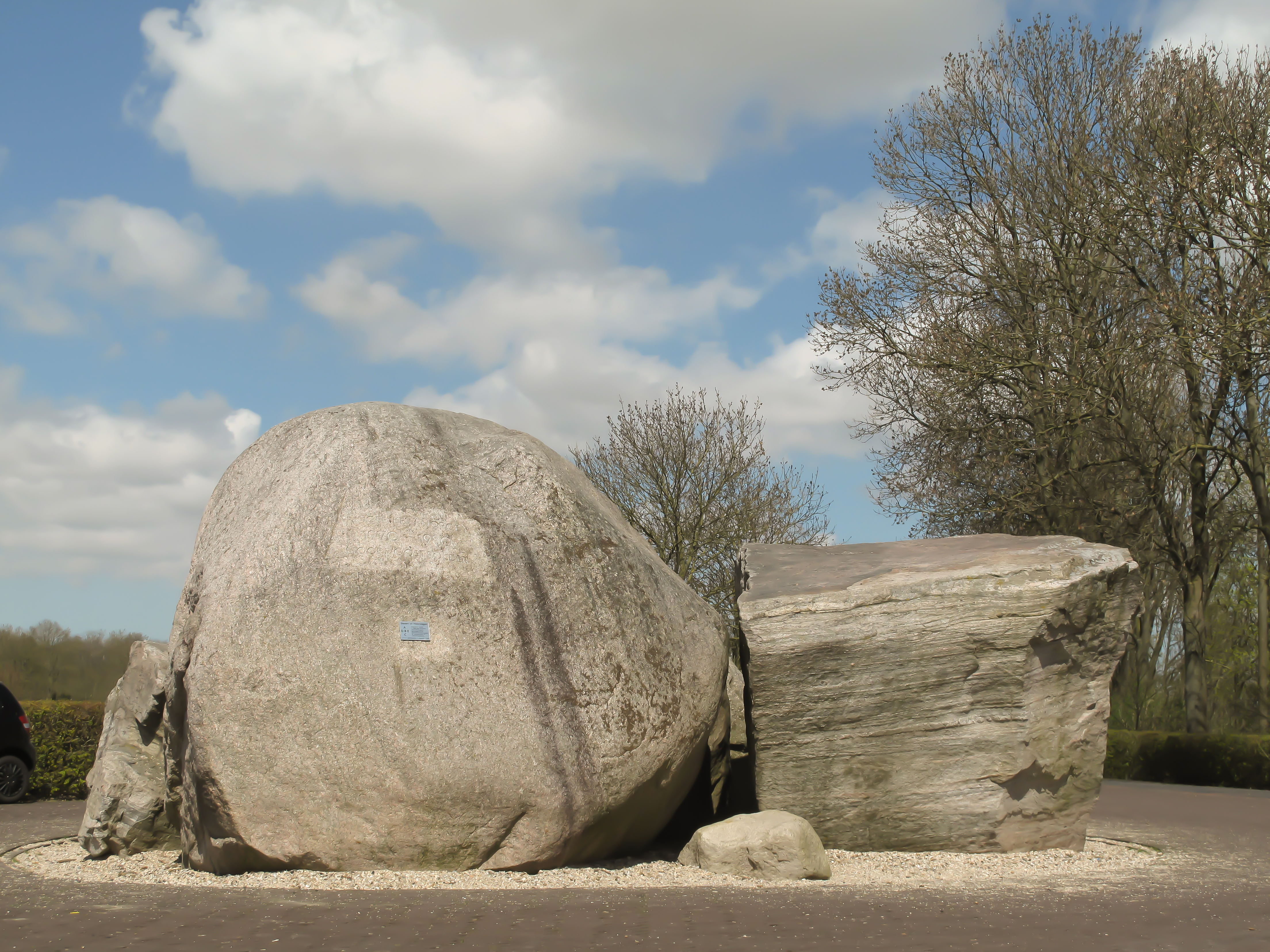
Blocs erratiques découverts à Schokland en 1954.

Le socle géologique du site néerlandais, à l'instar de l'ensemble du Noordoostpolder (« polder du nord-est »), est constitué de dépôts glaciaires (principalement de l'argile à blocaux) formés au Quaternaire — plus précisément, au cours de la glaciation saalienne, entre −200 000 ans et −125 000 ans — et établis dans la continuité de ceux de la province de la Drenthe. Cette base géologique comporte une strate datée du Pléistocène inférieur présente à 210 m de profondeur et un étage formé à l'Holocène caractérisé par de l'argile marine et de la tourbe. Les dépôts du Quaternaire, marqués par une subsidence ayant été mise en évidence par la différence des cotes entre l'étage de l'Éémien — situé à 5 m au-dessous du niveau de la mer et dont la formation est datée entre 130 000 et 120 000 ans — et celui du Needien, sont recouverts par une couche composée de sédiments de différents types : fluvial, glaciaire, morainiques, et argileux apparus au cours du Weichsélien il y a 70 000 à 10 000 années,. Des gisements de tourbes, formés vers 8000 av. J.-C., viennent compléter la composition de cette strate géologique. Plusieurs couches sédimentaires, d'origines lacustre, lagunaire et maritime et issues de l'assèchement du lac Flevo, s'y juxtaposent. Les roches affleurantes sont essentiellement formées de sable à faible granularité, de limons et de tourbes.
Le sous-sol de Schokland repose en partie sur une couche stratigraphique composée de sable associé à du silex, vestige d'ancien barrage.
Le territoire de Schokland, d'une superficie de 1 306 ha, affecte la forme d'une bande oblongue orientée sur un axe nord-sud,. Il se développe sur une longueur de 4,5 km pour une largeur variant entre un minimum de 80 m et un maximum de 400. Une excroissance de terres, établie au nord-ouest, vient compléter le tracé de son aire géographique,. Le site, au relief relativement plan, est, pour totalité, situé au-dessous du niveau de la mer. Ainsi, son altitude s'échelonne entre un minimum de −6,00 m et un maximum de −2,50 m, niveau observé dans sa partie centrale.

### Évolution de la superficie de Schokland

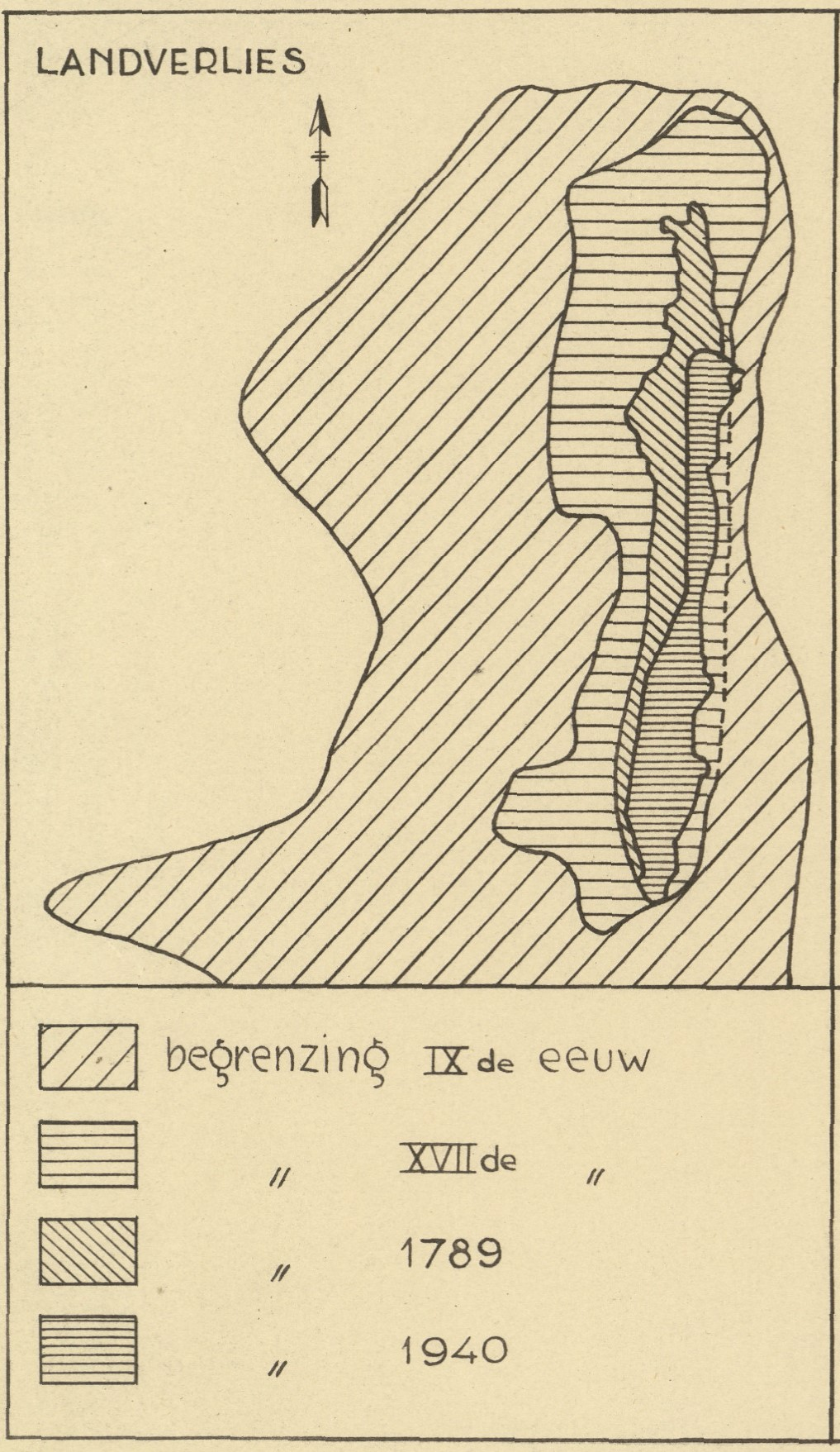
Carte représentant l'évolution territoire de Schokland entre le début du IXe siècle et 1940.

Selon l'archéologue néerlandais Gerrit van der Heide, qui a étudié la composition du sous-sol et d'anciens documents cartographiques, le territoire de Schokland aurait diminué d'environ 96 % sur une période comprise entre 800 et 1850,.
L'île est, durant cette période, continuellement soumise à l'érosion et aux transgressions marines, ce qui a des effets sur l'évolution de sa superficie, comme le montrent les données du tableau suivant, :
| Année d'estimation | Superficie totale en hectares | Superficie de la partie nord du territoire | Superficie de la partie sud du territoire |
| ------------------ | ----------------------------- | ------------------------------------------ | ----------------------------------------- |
| 800                | 3 564                         | 1 621                                      | 1 943                                     |
| 1200               | 2 618                         | 1 389                                      | 1 229                                     |
| 1400               | 1 915                         | 1 065                                      | 850                                       |
| 1600               | 952                           | 606                                        | 346                                       |
| 1789               | 308                           | 176                                        | 132                                       |
| 1850               | 143                           | 44                                         | 100                                       |

En 1940, avant sa poldérisation, le territoire de Schokland s'étend sur une surface de 119 ha composés de 26 ha de prairies, 52 ha de roselières et 41 ha de zones marécageuses.
Après la poldérisation de l'île de Schokland, en 1942, son territoire se développe sur une superficie de 1 306 ha.

## Toponymie
Le nom Schokland, composé de deux termes néerlandais, schok (« choc » ou « secousse » en français) et land (« terre » ou « contrée »), signifie « la terre des secousses ». Le nom du site peut également référer au « pays des Schokken », habitants de l'île dont la langue est le schokkers.
Au cours du Moyen Âge central, en 1134, la localité est mentionnée sous le terme d'Emelwerd. Cette mention, dans une charte ecclésiastique, renvoie probablement au terp d'Emmeloord (situé dans la partie nord de Schokland). Cet établissement est également connu, vers le milieu du XIIIe siècle sous le toponyme Emelwerth, puis au début du XVe siècle, en 1425, sous le nom d'Armeloe ou Emeloerde, et enfin mentionné sur une carte datée de 1648 sous le terme d'Emmelwaarde. De même, le site d'Ens, établi au sud de Schokland, est mentionné sous le terme d'Enedseae, en 793. Puis, dans un registre daté de 1150, la paroisse d'Ens est indiquée sous le vocable Endesle, mot qui pourrait être corrélé à une église construite à cette époque, et dont les vestiges ont été mis en évidence, lors d'investigations préventives, au niveau de l'extrémité sud-ouest de Schokland. Ultérieurement, le toponyme d'Ens évolue successivement sous la forme d'Enesce (en 1302), Enesc, Enze, et Ense.
Sur une carte de 1623, Schokland est mentionné sous les termes de Schockers Aeylandt. Sur un autre document cartographique, daté de 1632, Schokland apparaît sous le nom de « Schockers Aelandt ». L'île est désignée, d'une façon définitive, à partir du XVIIIe siècle sous le nom de Schokland.

## Histoire

### Préhistoire et protohistoire
Pendant le Paléolithique supérieur (avant 10000 av. J.-C.) et le Mésolithique (entre 10 000 et 5 000 av. J.-C.), le site de Schokland est un site continental. Une présence humaine est attestée, bien que faiblement documentée. Seuls quelques gisements d'outillage, issus de petites structures domestiques édifiées par des chasseurs, attestent de l'occupation du site durant cette période, .

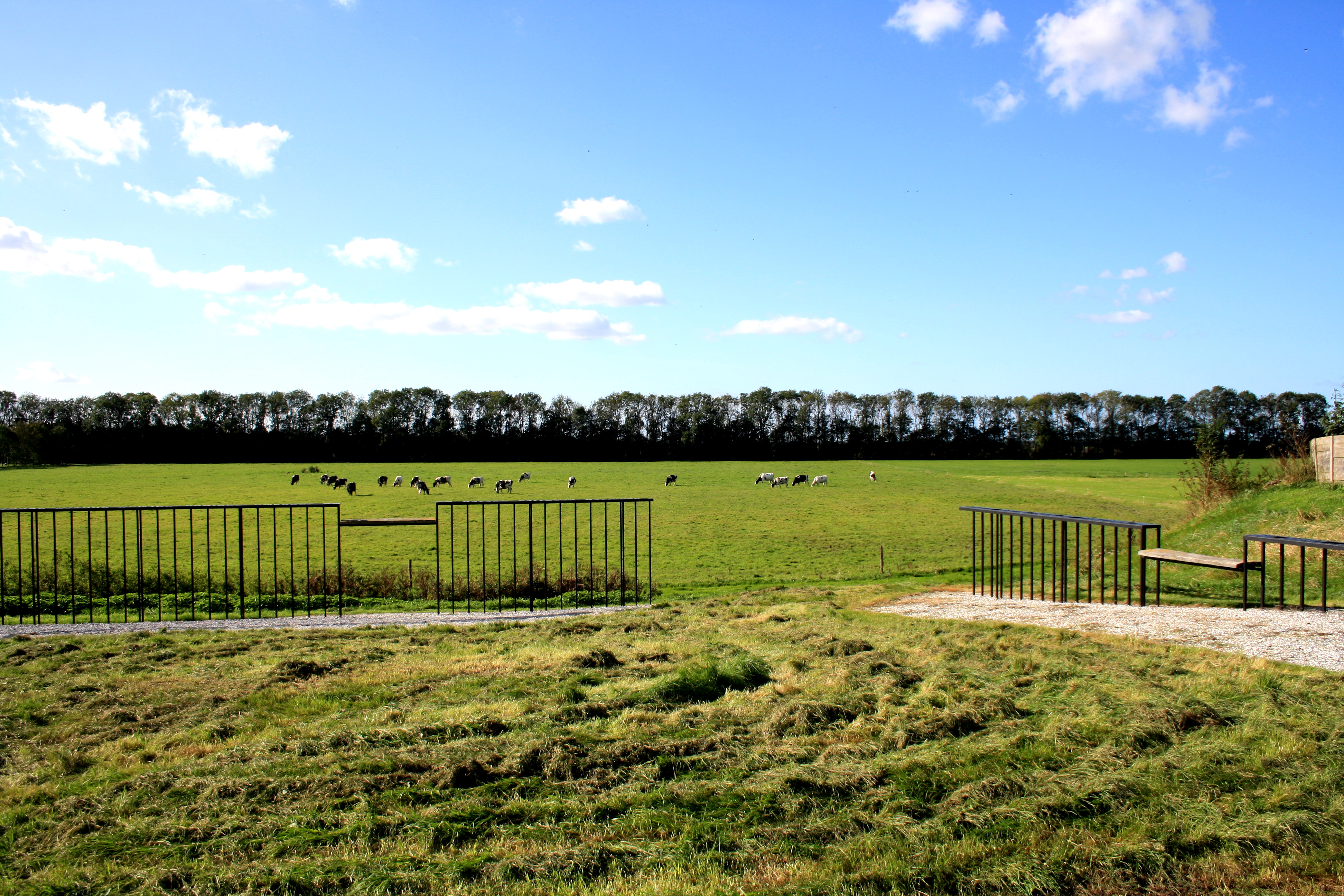
Site d'une ancienne nécropole, à Schokland.

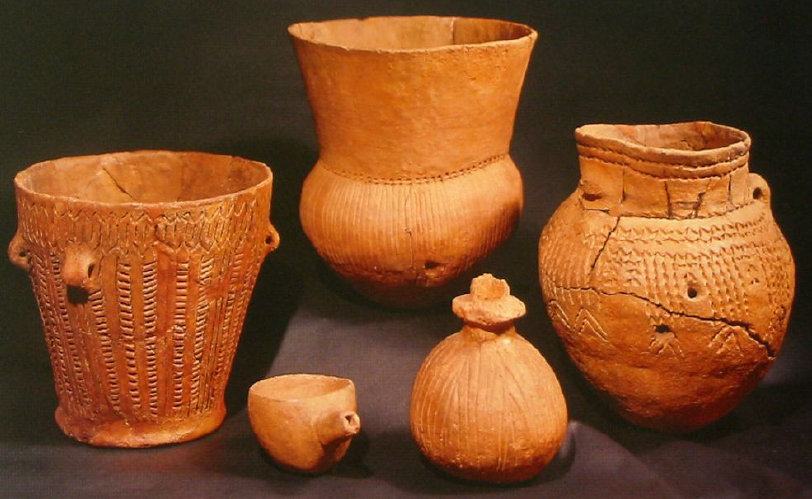
Céramiques de type TRB, comparables à celles retrouvées sur le site P14. Objets exposés au Musée de Drenthe.

Le site devient habité de manière permanente vers 4 900 ans av. J.-C.. Cette phase d'occupation permanente prend place au cours du Néolithique. Ainsi, des vestiges, attribués aux environs de 4 400 av. J.-C., viennent témoigner d'une présence humaine sur le territoire de Schokland. Ces éléments archéologiques ont été mis en évidence dans l'ouest du site. En outre, des céramiques à décors poinçonnés, appartenant à la culture de Swifterbant, ont été exhumées sur le site. Cette culture subnéolithique, datée entre 5000 et 3400 av. J.-C., est caractéristique des chasseurs-cueilleurs établis au sein de la région de Nooderpolder, dont fait partie le village de Swifterbant, dans l'ancienne île polderisée d'Urk. Néanmoins, la découverte d'autres types de poteries indique l'existence d'une seconde phase technologique durant la période Néolithique : les analyses des microfossiles à caractère siliceux contenus dans leur pâte ont permis d'établir l'existence de deux modes de cuisson. À cet effet, les fouilles entreprises dans les couches sédimentaires du site P14 ont permis de délivrer 73 poteries, retrouvées sous forme fragmentée, appartenant à la culture des vases à entonnoir (4 200 à 2 800 ans av. J.-C.),.
L'occupation du site durant le Chalcolithique (période de transition entre le Néolithique et l'âge du bronze) est également documentée avec la présence de céramiques cordées et de poteries campaniformes exhumées au sein de la parcelle P14,,.
Le site de Schokland montre une continuité d'utilisation au cours de l'âge du bronze. Durant cette période, allant de 2 000 ans av. J.-C. jusqu'au début du IXe siècle, les traces d'habitation sont également présentes,. Les investigations menées sur le site P14, mettent en évidence que les lieux sont toujours occupés au cours du premier âge du fer. Le site P14 a délivré des gisements de céramiques et des dépôts de pièces métalliques, telles que des armes et de la vaissellerie confectionnées en bronze et parmi lesquelles ont été identifiés des produits d'importation — provenant d'ateliers implantés, entre autres, à Valkenburg — attribués à l'âge du fer. Par ailleurs, des sépultures datées de cette même période protohistorique ont été également mises au jour sur les lieux.

### Antiquité
Sous le Haut-Empire romain, vers l'an 100 apr. J.-C., le site fait partie intégrante de la zone continentale, mais sous la forme d'une presqu'île. Des sondages, entrepris dans les parties est et sud-est du site, montrent que les terres environnantes avaient été fortement gagnées par les eaux. En effet, des couches sédimentaires constituées de tourbes associées à des exosquelettes de mollusques, le tout attribué à la période romaine, ont été mis en évidence dans le sous-sol.
Les lieux restent habités. Les fouilles du site archéologique P14, ont mis en évidence des tombes datées de l'époque antique. Ces sépultures ont livré des mobiliers composés de quelques poteries et artefacts métalliques à usage domestique.

### Moyen Âge
Malgré la montée du niveau de l'Almere, Schokland reste habité au Moyen Âge. Vers 800 apr. J.-C., le territoire de Schokland est relié à celui d'Urk. L'occupation de Schokland, au cours du haut Moyen Âge, est attestée par l'existence d'un terp : des aménagements sont construits pour que la presqu'île continue à être maintenue au-dessus du niveau de la mer. À partir du début du Moyen Âge central, vers l'an mil, le site se révèle un lieu habité de manière permanente et significative,. Alors que les terres habitables sont de plus en plus recouvertes par les eaux, les habitants s'installent sur quatre terps : les sites inventoriés P14, J125, E170 et De Zuidert. Ces terps s'urbanisent,.
Les moyens de protection contre l'érosion et la montée des eaux de la mer se perfectionnent vers l'an 1000. Des fermiers s'installent et commencent à regagner les terres en installant digues et barrages, mais la mer continue à gagner du terrain dans la baie du Zuiderzee,.
À partir de 1200, la zone se déployant entre les territoires de Schokland et d'Urk est immergée sous les eaux du Zuiderzee. Les plus anciennes digues aménagées sur le pourtour de Schokland sont attribuables aux environs de 1250. Des tessons de poteries, retrouvés parmi les vestiges de ces ouvrages d'art, ont permis de dater leur période de construction. À cette époque, Schokland reste l'une des quelques zones habitées d'un territoire correspondant à l'actuelle région du Flevoland. En 1238, puis en 1375, les terres de Schokland sont soumises à des inondations.
Dès le début du XIIIe jusque vers la fin du  XVe siècle, Emmeloord (la partie nord de Schokland), relève des seigneurs de Kuinre, lesquels exercent alors leur autorité sur une bonne partie de l'arrière-pays du Flevoland et d'autres régions. Durant cette période, Emmeloord, ainsi que l'île d'Urk, servent alors de bases portuaires pour ces notables afin de faciliter la circulation de leurs navires de commerce.
Vers l'an 1400, la majeure partie des terps se trouvant dans la partie orientale de Schokland ayant été précédemment construits sont désertés et de nouveaux terps sont alors édifiés à Oud Emmeloord, Middelbuurt et Zuidert.
Alors qu'elle était auparavant une presqu'île, Schokland devient, au cours du XVe siècle après 1450, une île à part entière, probablement en raison d'une inondation survenue le 10 avril 1446,, ayant fortement érodé son territoire.

### Époque moderne
Le 1er novembre 1570, l'île de Schokland subit une inondation provoquée par une tempête dans le golfe du Zuiderzee. Selon les registres et documents officiels de cette époque, cette catastrophe naturelle est comparable pour son importance et ses effets à l'Inondation de la Sainte-Élisabeth en 1421 sur les côtes de Hollande et de Zélande. Des éléments archéologiques, tels que des épaves de navires, mais également des vestiges de digues situées sur les zones continentales — en particulier celle de Harderwijk, ville qui se trouvait alors sur le pourtour de la Zuiderzee —, mis en évidence dans les années 1980 et fin des années 2000, viennent corroborer la forte incidence de cette inondation sur les territoires établis au sein du golfe,.
Le 23 janvier 1610, Schokland fait à nouveau l'objet d'une importante inondation. En 1617, la localité est touchée par une importante épidémie de peste qui provoque la mort de près de la moitié des habitants de l'île.
En 1660, les villages de pêcheurs Emmerloord et Urk sont achetés par Amsterdam et passent sous son autorité. L'île devient alors un relais pour le trafic maritime de la ville hollandaise. À cette époque, selon un registre amsterdamois établi en 1661, le territoire de Schokland est divisé en deux parties, Ens et Emmerloord. L'ensemble de l'île est alors entouré par une digue. En outre, les quatre terps de l'île — ceux d'Oud Emmeloord, Middelbuurt, Zuidert et Zuidpunt — sont alors surélevés et leurs surfaces augmentées au moyen d'argile, de fumier, de roseaux et d'algues, tandis que les autres parties de son territoire se présentent sous la forme de pâturages humides. L'île est divisée également sur le plan religieux. Le nord de l'île, appartenant à Amsterdam, est catholique, tandis que le sud de l'île, qui a appartient à une autre commune, est protestant. Chaque communauté a son église.
Dès 1710, en raison des voies maritimes de la Hollande et de la Frise qui convergent vers l'île, le phare de Zuidpunt devient un point de repère « indispensable », et ces anciennes provinces pourvoient financièrement Schokland.

### Époque contemporaine

#### Nouvelle digue et modifications administratives

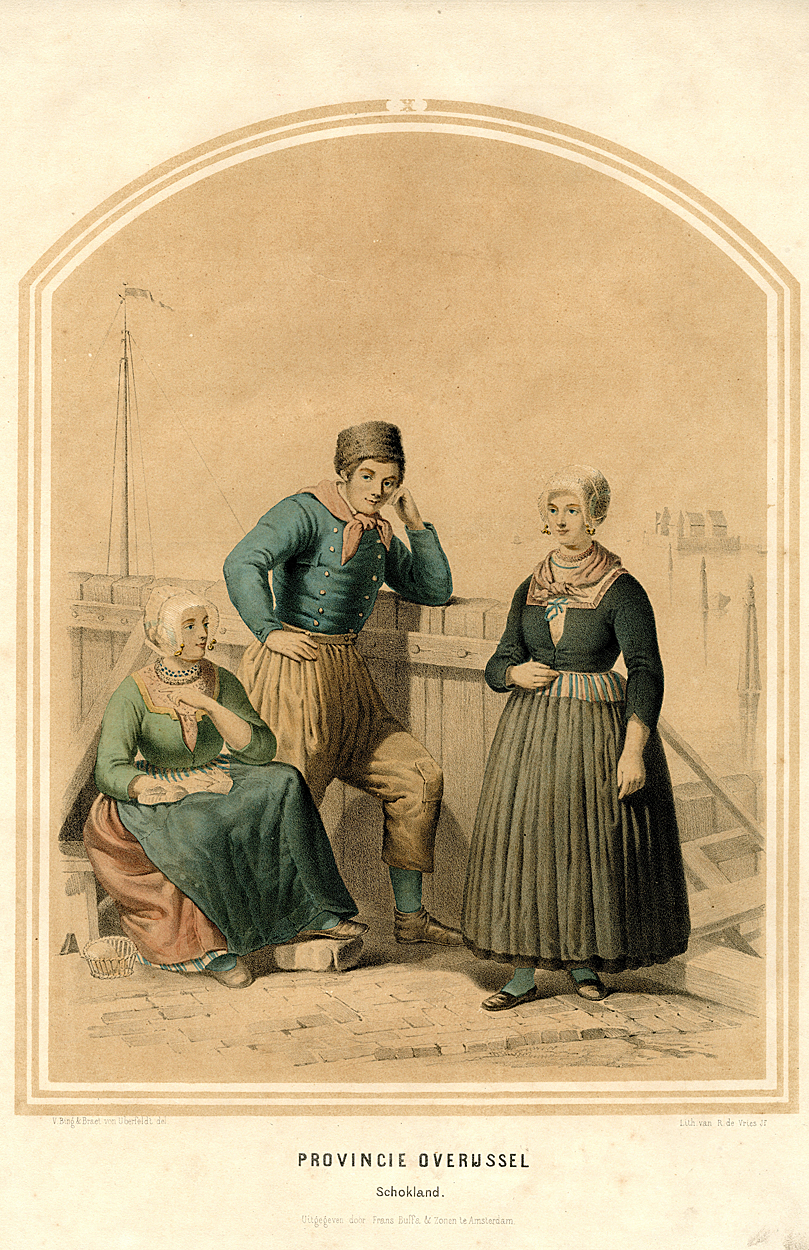
Représentations de Schokkers, vers 1850.

Les précédentes protections contre la montée des eaux ayant toutes cédé, une digue, constituée de pierres, commence à être édifiée au début du XIXe siècle, en 1804, sur tout le pourtour de l'île. Néanmoins, en raison de la faiblesse du sous-sol sur lequel il repose, cet ouvrage d'art se révèle insuffisant pour protéger Schokland et ses habitants : les différentes parties de la digue, soumises aux aléas maritimes et météorologiques, sont régulièrement détruites.
Le Royaume de Hollande ayant été formé en 1806 par Napoléon Ier à la suite de l'établissement de la République batave, Schokland passe sous l'administration de son premier bourgmestre, Lucas Seidel, le 28 mars 1811. La même année, le 24 novembre 1811 par décret daté du 28 août, le nouveau code civil néerlandais — basé sur le code napoléonien — obligent les habitants de l'île, les Schokkers, à adopter un patronyme permanent. Un registre, datant de cette époque, répertorie 65 noms de famille ayant fait l'objet de ce décret.

#### Évacuation de l'île
Schokland subit les importantes inondations causées par la mer du Nord en février 1825, durant lesquelles, ses habitants se réfugient sur les trois parties les plus élevées de l'île, Emmeloord, Middelbuurt et De Zuidert. Cette catastrophe naturelle, a pour origine une onde de tempête venant de la mer du Nord, et provoque, sur le site de Schokland, qui est alors une île, une montée des eaux dont le niveau atteint 3,30 m par rapport au référentiel NAP,. Cette inondation de 1825, qui atteint également l'Allemagne et le Danemark, affecte particulièrement, aux Pays-Bas, les zones côtières des provinces entourant la Zuiderzee — dont l'actuelle province de Flevoland, la Frise, la province d'Utrecht et l'Overijssel —, mais également une partie du littoral du Groningue.

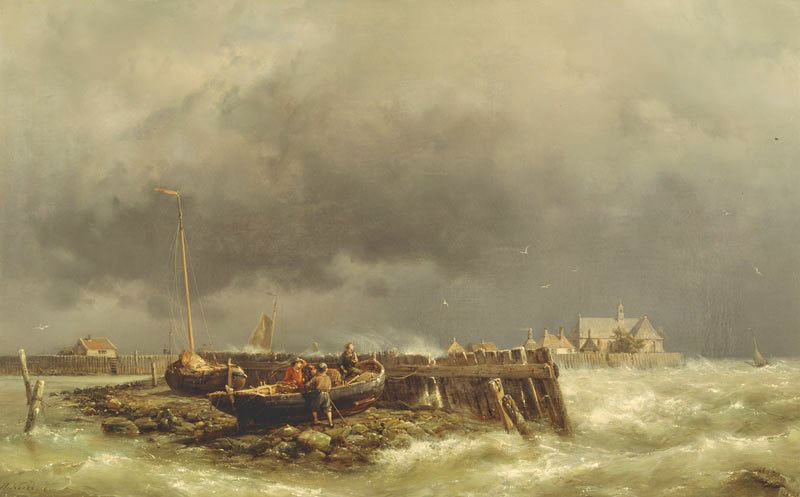
Schokland huile de 1860 exécutée par Johannes Koekkoek représentant l'évacuation de 1859.

En 1837, le projet de construction d'un nouveau port est initié. Malgré une réclamation déposée par les pêcheurs et les habitants d'Ens, les autorités locales optent pour le site d'Emmeloord, remplaçant ainsi une première infrastructure portuaire, plus primitive et de plus petite taille, aménagée quelques siècles plus tôt sur le même site (celui d'Emmeloourd). Le nouveau port est inauguré en 1839. Cette nouvelle infrastructure permet d'accueillir environ 300 navires à quai,.
En 1858, les autorités néerlandaises décident de l'évacuation humaine de l'île, en raison des risques d'inondation et des attaques incessantes de la mer qui provoquent une diminution progressive de la superficie de Schokland. La loi gouvernementale d'évacuation est votée le 23 septembre 1858 et signée par Guillaume III, le 16 décembre de la même année,,. Le décret d'évacuation est publié le 1er mars 1859 par le bourgmestre de Schokland, Guerrit Jan Guillot. L'évacuation de la population est réalisée après l'arrêté royal daté du 4 juillet 1859 et cosigné par Guillaume III, les membres du Conseil d'État et le commissaire du Roi. Environ 635 habitants de l'île, dénommés les « Schokkers », sont alors acheminés vers les zones continentales. Hormis les quelques employés municipaux de Schokland restés sur place (tels que le gardien de phare), les habitants de l'île, les Schokkers, ont dès lors été relogés dans des maisons implantées dans villes et villages de l'Overijssel, notamment à Kampen et Vollenhove, mais également dans la localité de Volendam (province de Hollande-Septentrionale) et dans l'ancienne île d'Urk,,,.

#### L'après évacuation et poldérisation de l'île
Après l'évacuation, il ne subsiste sur l'île que quelques bâtiments, comme l'église de Middelbuurt, le phare de Zuiderpunt ou encore des petits groupes de maisons situées à Emmeloord et Ens,,. Toutefois, un ancien marchand et capitaine de navire, Willem Jan Schuttevaer, plaide pour la sauvegarde de l'île. Il parvient notamment à empêcher le démantèlement du port de Schokland. Durant la seconde moitié du XIXe siècle, le port, situé à Emmeloord, est toujours utilisé. Vers la fin du XIXe siècle, dans les années 1880, le port fait régulièrement l'objet d'opérations de dragage et son activité cesse au début du XXe siècle,,. Au début du XXe siècle, les seules personnes résidant à Schokland sont le capitaine de port, le gardien de phare et leurs familles. Ils vivent dans l'église paroissiale de Middelbuurt (l'église Enserkerk) et la Lichtwatcher,.

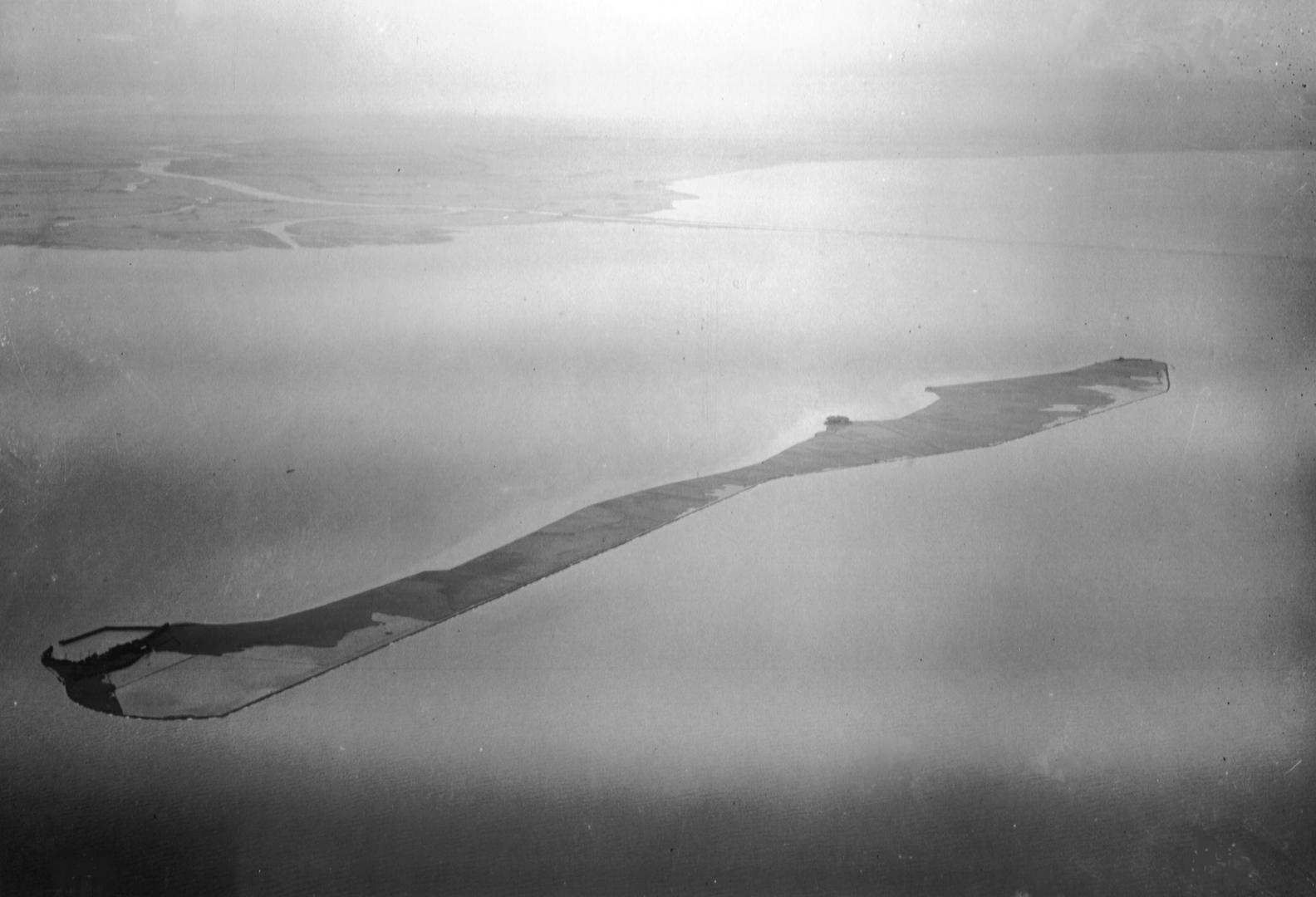
Schokland en 1933, avant la poldérisation.

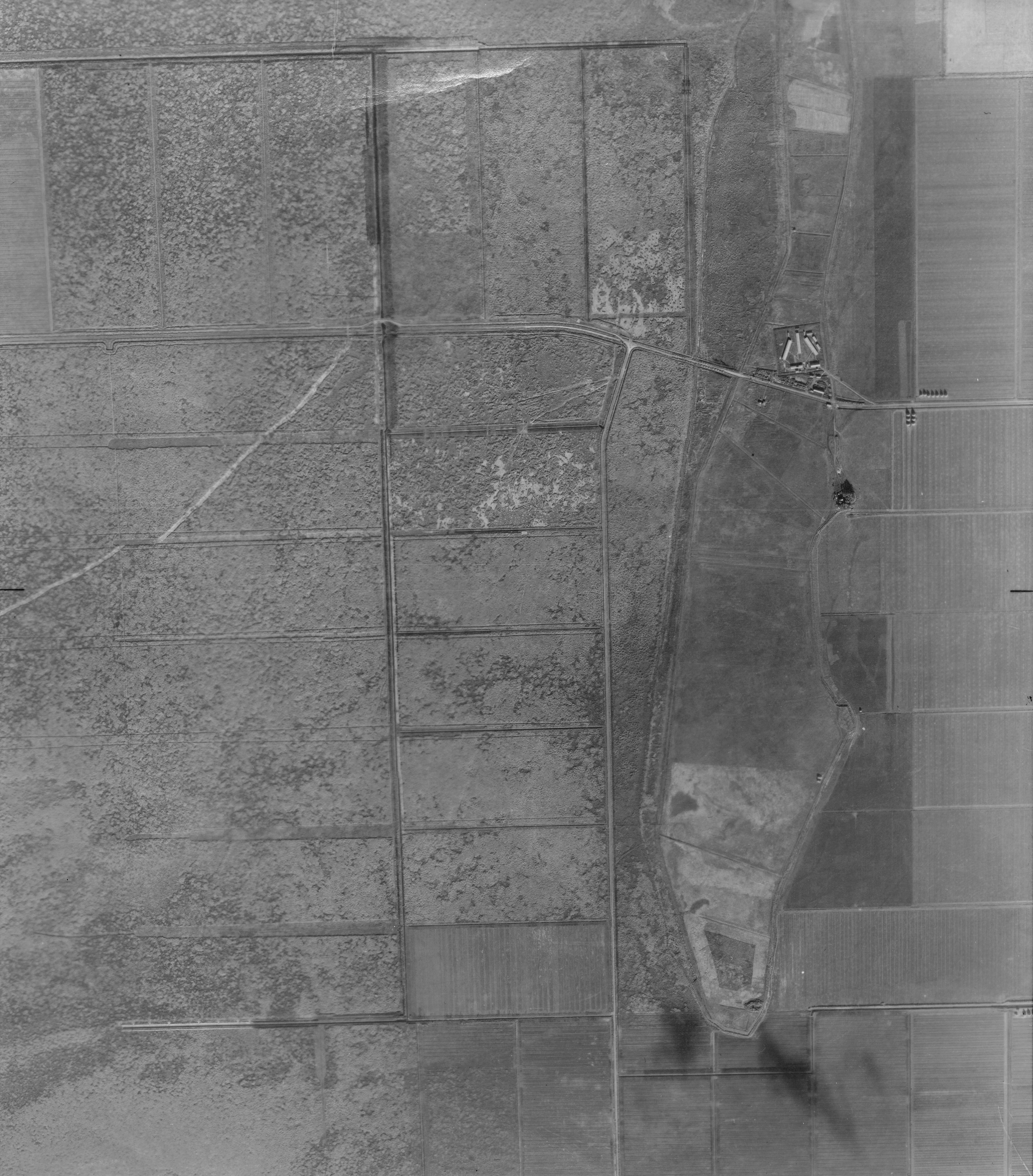
Schokland en 1944, après poldérisation.

Après avoir été étudié dès 1894, le plan de travaux destinés à l'assèchement du Zuiderzee est adopté par le gouvernement des Pays-Bas le 14 juin 1918.
La poldérisation du Zuiderzee se fait en deux étapes : d'une part, par la construction d'une vaste digue fermant l'étendue d'eau — l'ouvrage d'art est construit se déployant ainsi entre l'Anna Paulownapolder, à son extrémité sud-ouest, et le village de Piaam, à son extrémité nord-est —, et d'autre part par l'assèchement de quatre zones, les îles de Schokland et d'Urk faisant partie de l'un de ces territoires maritimes (le « polder du Nord-Est »).
Pour Schokland, le projet d'assèchement est mis en œuvre à partir de 1940, et, à partir de 1942, l'ancienne île devient entièrement enclavée dans les terres continentales. L'assèchement du polder devient officiel en date du 9 septembre de cette même année. Jusqu'en 1945, le polder qui entoure Schokland — le territoire poldérisé s'étend alors de Nagele, au sud, jusqu'à Rutten, au nord et Espel, à l'ouest —, fait l'objet de plantations d'herbacées halophiles et de roseaux, permettant ainsi d'achever l'assèchement des terres,.
Un plan, ayant pour objectif d'aménager les espaces naturels de Schokland et de restaurer ses sites — Emmeloord, Ens, De Zuidert, Middelbuurt et Zuidpunt —, est initié en octobre 1943. Ce programme est suivi d'un second plan établi le 7 janvier 1947. L'aménagement est mis en œuvre dans les années 1950 et 1960.
Dans les années 1980, bien qu'il soit inutilisable, le port d'Emmeloord est reconstruit et restauré dans son état de 1839.

#### Classement au patrimoine mondial de l'UNESCO
En 1995, en raison de la richesse de son histoire et dans un souci de préserver son site naturel, Schokland et ses alentours bénéficient d'une inscription au titre de patrimoine mondial.
Dans les années 1990 et 2000, plusieurs campagnes de fouilles sont entreprises sur la localité. Ainsi, un total de 152 sites archéologiques sont mis en évidence, identifiés puis prospectés sur Schokland et son environnement immédiat. Sur l'ensemble de ces gisements, 5 ont fait l'objet d'un classement au titre de sites archéologiques nationaux.

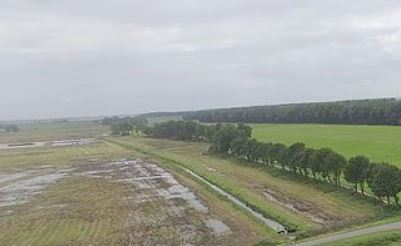
La zone tampon hydrologique stop.

En 2002, un périmètre dit « zone tampon hydrologique », recouvrant une superficie de 200 ha, est aménagé sur le côté est de Schokland, afin de résorber de possibles affaissements de terrain et de prévenir d'éventuels risques d'inondations des sites prospectés,,. Les deux années suivantes, entre octobre 2003 et novembre 2004, cette zone tampon, qui comprend les sites P14 et De Zuidert, fait l'objet d'un programme d'études et de sondages archéologiques. Dans le cadre de ce programme, les recherches se sont également portées sur les sites E170 et J125 respectivement localisés au nord-ouest et au sud-ouest de Schokland.
Au 1er novembre 2008, Schokland est intégrée à la commune de Noordoostpolder et bénéficie du statut de localité villageoise. La même année, une conférence internationale (« les accords de Schokland ») se tient dans la localité néerlandaise. Cette conférence, provoquée par le gouvernement néerlandais, et qui rassemble de nombreux responsables politiques, a pour objectif de lever des fonds financiers pour les Objectifs du millénaire pour le développement (OMD).
En octobre 2009, la commune de Noordoostpolder met en place un plan de mise en valeur de Schokland. Ce plan porte sur les domaines archéologique, culturel, environnemental et historique de l'ancienne île et de ses environs.

## Économie

### Agriculture
À Schokland, l'activité économique se développe vers l'an mil. À cette époque, jusqu'aux environs de 1450, l'économie de Schokland est tournée vers l'agriculture, avec notamment des exploitations de graminées. Cette activité est alors complétée par l'extraction de la tourbe. En raison de sols à caractère sablonneux, argileux et tourbeux, les habitants cultivent essentiellement de l'orge, du seigle et de l'avoine.
Au XVe siècle, dès 1450, la population de l'île favorise l'élevage et la production laitière, au détriment des cultures céréalières devenues moins rentables et dont les surfaces labourables ont été fortement amoindries. Toutefois, un moulin à vent, essentiellement destiné à moudre les grains de céréales et mentionné sur un registre en 1555, est encore en activité à Schokland au XVIe siècle.
Au XIXe siècle, malgré une présence significative du secteur de la pêche, l'élevage reste encore un domaine économique privilégié à Schokland. Cependant, durant la première moitié de ce siècle, entre 1824 et 1849, le cheptel de moutons, passant de 40 à 120 têtes, s'accroit très nettement au détriment de celui des bovins, ce dernier passant de 51 à 5 têtes.

### Batellerie et pêche

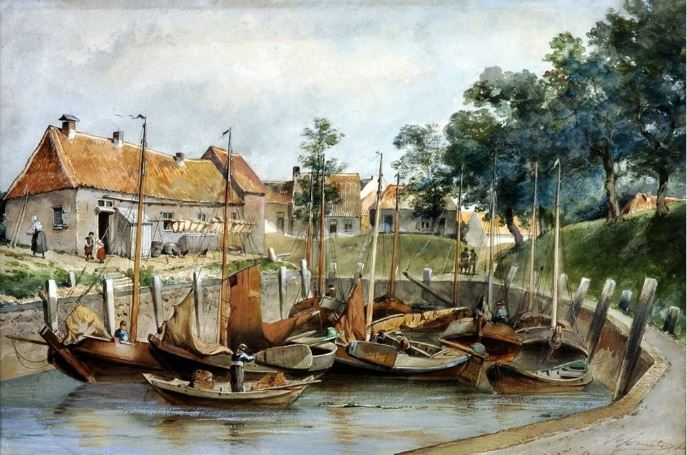
Schokkers amarrés dans un port.

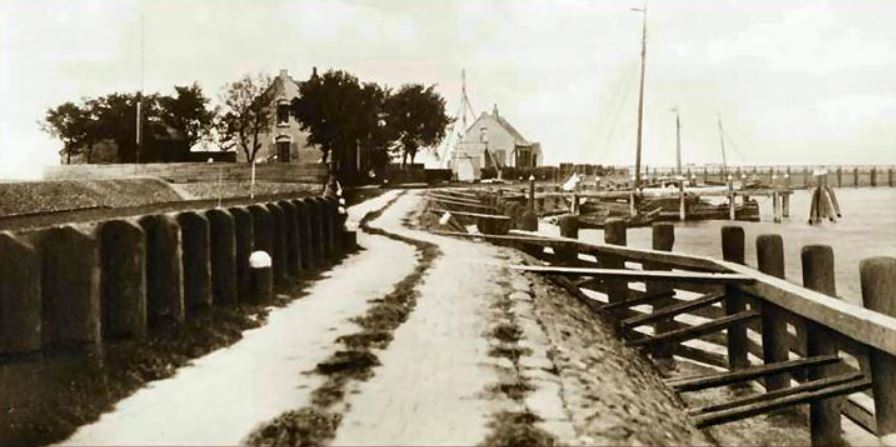
Le port de Schokland, à Emmeloord, vers la fin du.

La batellerie de Schokland a connu un développement dans la première moitié du XIXe siècle. Les pêcheurs de l'île utilisaient des schokkers (terme issu du toponyme Schokland) des navires à fond plat munis d'un unique mât et possédant un gouvernail d'étambot relativement massif ne leur permettant pas d'effectuer des manœuvres supérieures à 45°. Ces voiliers de petite taille, parcouraient notamment les eaux régionales (celles du Zuiderzee), leur présence étant également attestée en mer du Nord et ce jusqu'aux îles de Frise orientale. Il en existait quatre variantes, selon leur capacité de tonnage : les plus petits, mesurant dans les 10 à 11 m de long pour 3,5 m de large ; les « Zuiderzeeschokkers », de 12 à 15 m de long ; les « Nooderzeeschokkers », d'une longueur comprise entre 15 et 18 m ; et un quatrième type dont la longueur n'excédait pas 25 m. À Schokland, un chantier naval, de modeste taille, construisait ces types d'embarcations. En 1840, la flotte de Schokland se composait de 110 bateaux pour un total de 141 pêcheurs (dont 130 d'Emmerloord). Postérieurement, la flotte de Schokland diminue de manière significative, puisqu'en 1853 elle n'était constituée que de 70 navires.

## Administration, population et société

### Bourgmestres successifs

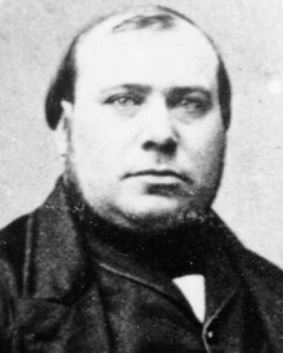
Gerrit Jan Gillot, bourgmestre de Schokland entre 1831 et 1859.

Le tableau ci-dessous présente les bourgmestres qui se sont succédé à la tête du conseil municipal de Schokland :
| Début mandat      | Fin mandat | Nom du bourgmestre                | Parti | Qualité |
| ----------------- | ---------- | --------------------------------- | ----- | ------- |
| 28 mars 1811      | 1827       | Lucas Siedel                      |       |         |
| 28 août 1828      | 1831       | Hendrik August Willem Streithorst |       |         |
| 22 septembre 1831 | 1859       | Gerrit Jan Gillot                 |       |         |

### Démographie
Le tableau suivant montre l'évolution de la population de Schokland entre 1400 et 1850.
| Année                            | Nombre d'habitants | Nombre de foyers |
| -------------------------------- | ------------------ | ---------------- |
| 1400                             | 349                | 70               |
| 1425                             | 379                | 76               |
| 1476                             | 447                | 49               |
| 1617 (avant l'épidémie de peste) | 715                | 143              |
| 1617 (après l'épidémie de peste) | 371                | 74               |
| 1631                             | 388                | 78               |
| 1663                             | 432                | 86               |
| 1789                             | 630                | 126              |
| 1795                             | 643                | 129              |
| 1816                             | 654                | 131              |
| 1839                             | 695                | 139              |
| 1850                             | 633                | 127              |

En 2017, selon les données du Bureau central de la statistique, la population du village de Schokland s'élève à 5 habitants.

### Dialecte et gentilé
Les habitants de Schokland parlaient le schokkers, un dialecte utilisé jusque dans la seconde moitié du XIXe siècle. Cette langue locale, issue du bas saxon, présente de nombreuses bases linguistiques néerlandaises, comparables à l'Urkers (en).
Au XIXe siècle, le nom désignant les habitants de l'île était Schokkers, Schoklanders ou Schoklandsch,,.

Les habitants de Schokland
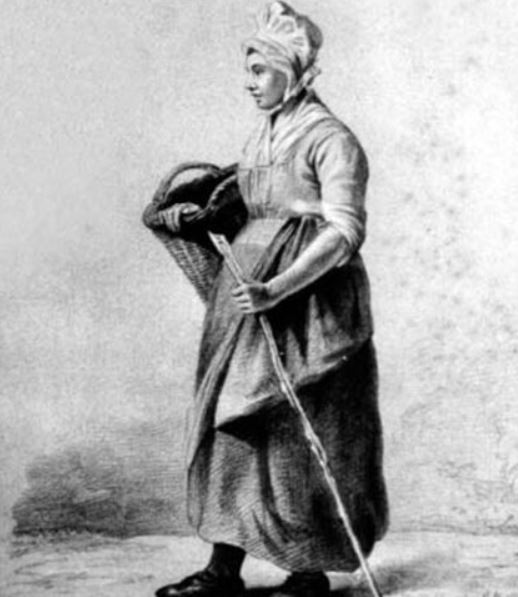
Une Schokkerine. Gravure de J. Plugger (1795-1875).
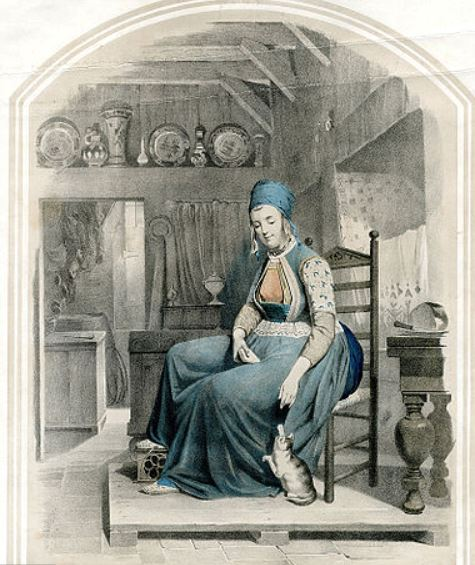
Femme au XIXe siècle (lithographie de 1850-1855).
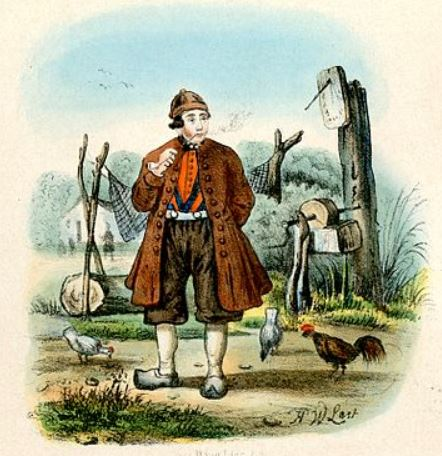
Homme au XIXe siècle (lithographie de 1860-1870).
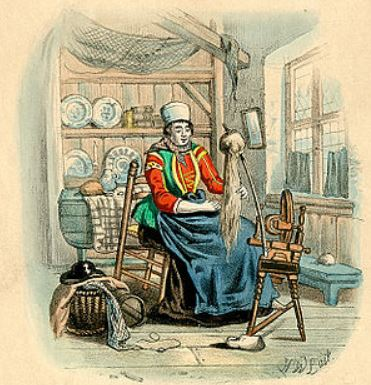
Femme au XIXe siècle (lithographie de 1890-1895).
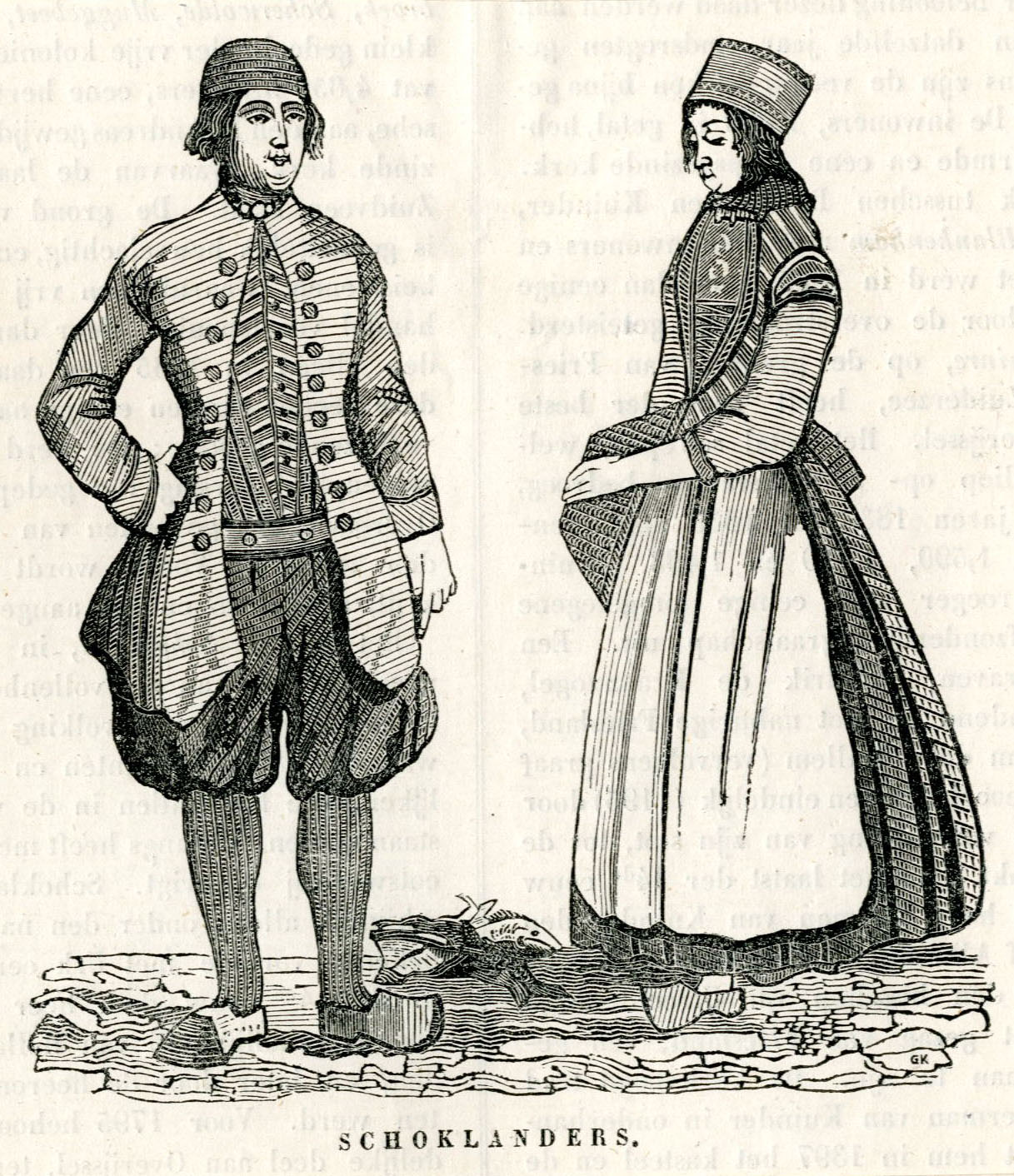
Couple de Schokkers au XIXe siècle.
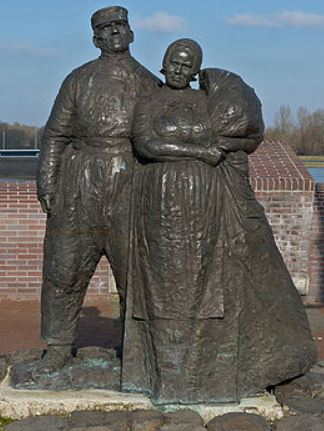
Sculpture en bronze représentant un couple de Schokkers, à Kampen.

### Religion
La documentation littéraire, concernant la situation religieuse de Schokland, indique une coexistence des communautés catholiques et protestantes sur l'île, après la Réforme. Le quartier d'Emmeloord (partie septentrionale de l'île), est resté catholique, tandis que le quartier d'Ens est devenu protestant. Les visites régulières de l'évêque catholique Petrus Codde, à partir de 1697, permettent aux habitants catholiques de conserver leurs pratiques religieuses et 152 personnes sont confirmées. Durant le XVIIIe siècle, la bonne coexistence des deux communautés religieuses est attestée par de nombreux mariages mixtes.

## Culture et patrimoine

### Monuments nationaux
L'église Enserkerk (également dénommée Waterkerk), située au sein du terp de Middelbuurt, sur la localité disparue d'Ens, dans la partie méridionale de Schokland, est un édifice bâti en 1834 sur les ruines de l'ancienne église de style néo-gothique appelée Ensenerkerk en grande partie détruite lors de l'inondation de 1825,. Au cours de la période qui a suivi l'évacuation de 1859, la Waterkerk a été utilisée comme hangar mais également comme logement pour les travailleurs saisonniers. Cette église, de style néo-classique et dont l'architecture présente une relative sobriété, est constituée de briques et possède une toiture faite en ardoise et dont la pente est significativement accusée. Son mur sud a été restauré après l'inondation de 1916. La chaire, les bancs et les chaises sont issues de l'église construite en 1717. L'horloge, conçue en 1710 à Amsterdam, a été installée sur le clocher de l'église dans les années 1860. L'enceinte de l'église dispose d'une alcôve faite de grès et dans laquelle est nichée une réplique d'une sculpture romane ouvragée en bronze. Par ailleurs, un presbytère, à plan carré, est contigu à l'édifice. Le monument, qui abrite actuellement le musée de Schokland, a fait l'objet d'une inscription au titre de monument national le 9 novembre 1965.
La maison du gardien du phare, le Lichtwachter, localisé sur l'ancienne commune disparue d'Emmerloord dans la partie nord de Schokland, a été construite au début du XXe siècle, en 1901, afin de loger les gardiens de l'ancien phare détruit lors d'une inondation. Le phare de Schokland a notamment permis d'indiquer les terres aux navires et embarcations lors d'une importante montée des eaux — 3,90 m par rapport au référentiel NAP — survenue le 14 janvier 1916. Cet édifice destiné à la signalisation maritime lorsque Schokland se présentait encore comme une île, a cessé de fonctionner en 1980. Ultérieurement, le Lichtwatcher a servi d'habitat domestique et de lieu de stockage et d'accueil de visiteurs du site de Schokland. Puis, en 1996, la maison du gardien de phare a été aménagée en salle de réunion. Le Lichtwachter et le Misthoorn, le bâtiment qui abrite la corne de brume, construit en 1922, ont bénéficié d'une inscription au titre de monument national néerlandais le 2 septembre 2002,.
Le hangar à bateau (IJsloperschuur), est un bâtiment en bois construit vers le milieu du XIXe siècle. Ce hangar, actuellement conservé au sein du musée en plein air de Schokland, a fait l'objet d'une inscription au titre de monument national en date du 2 septembre 2002.

Monuments inscrits de Schokland
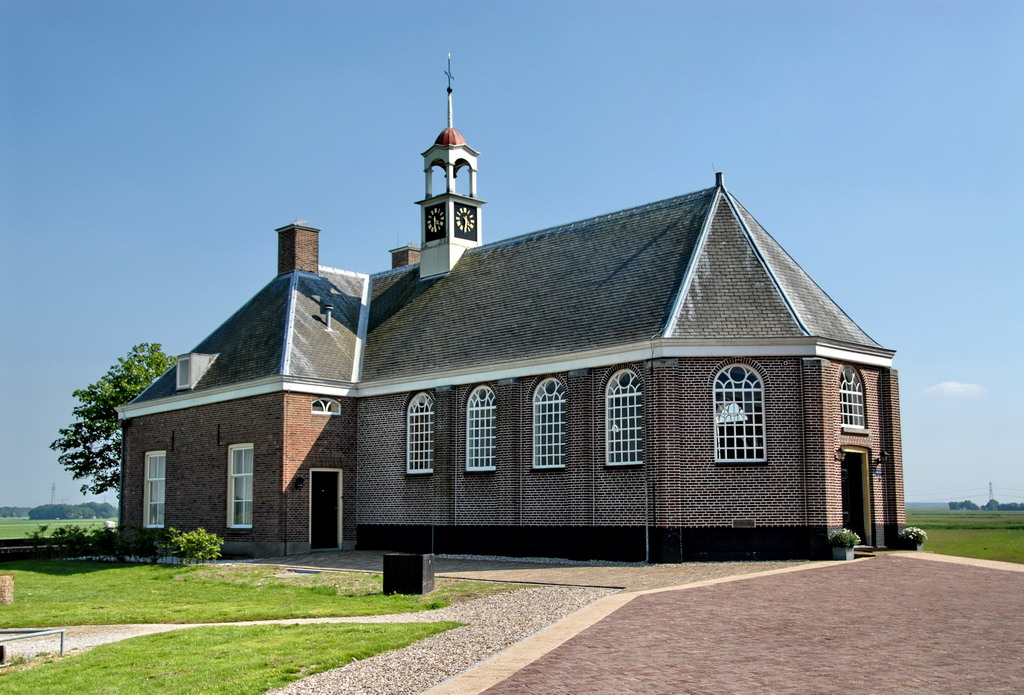
Vue d'ensemble de l'église Enserkerk.
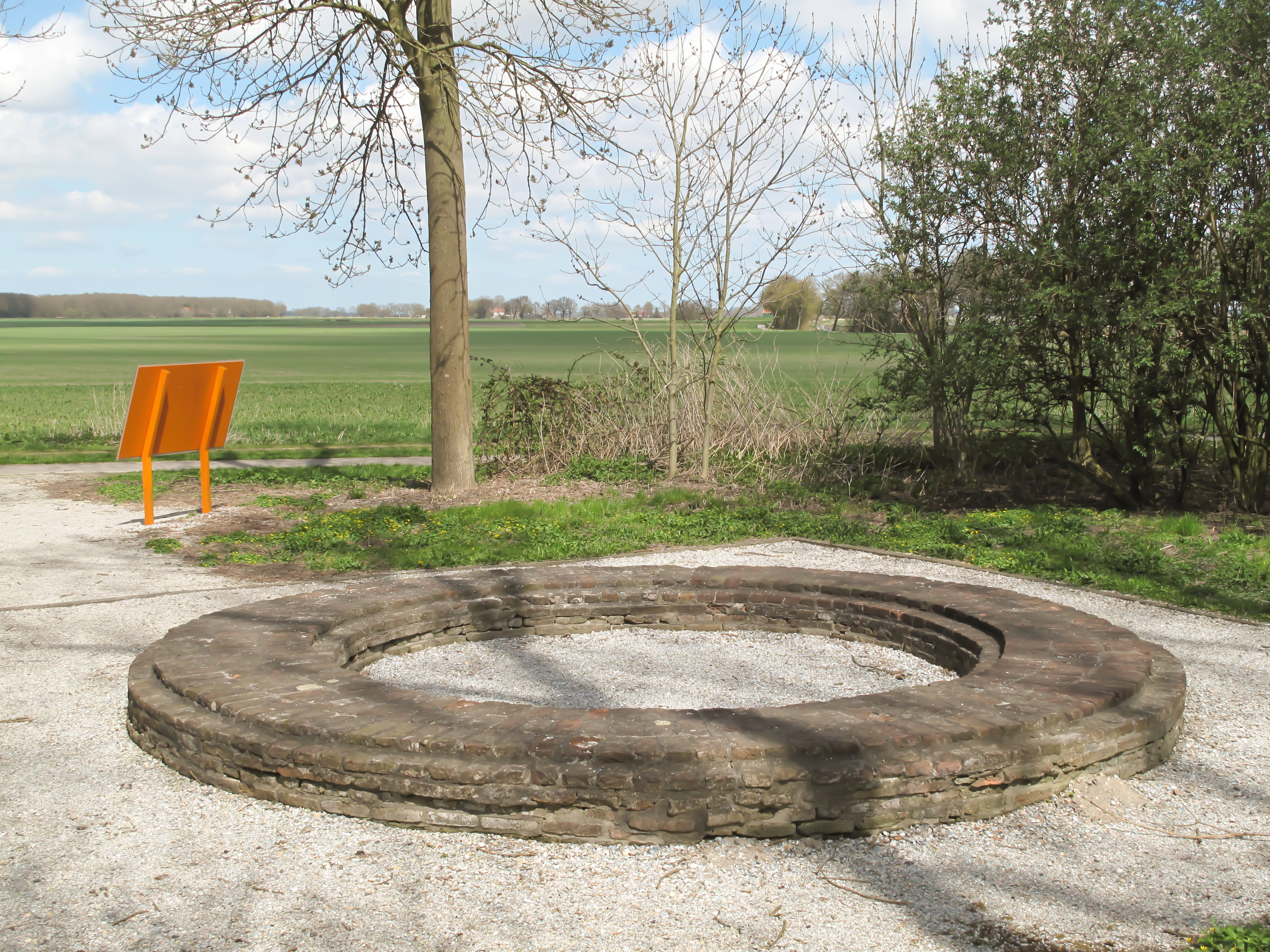
Les ruines de l'ancien phare.
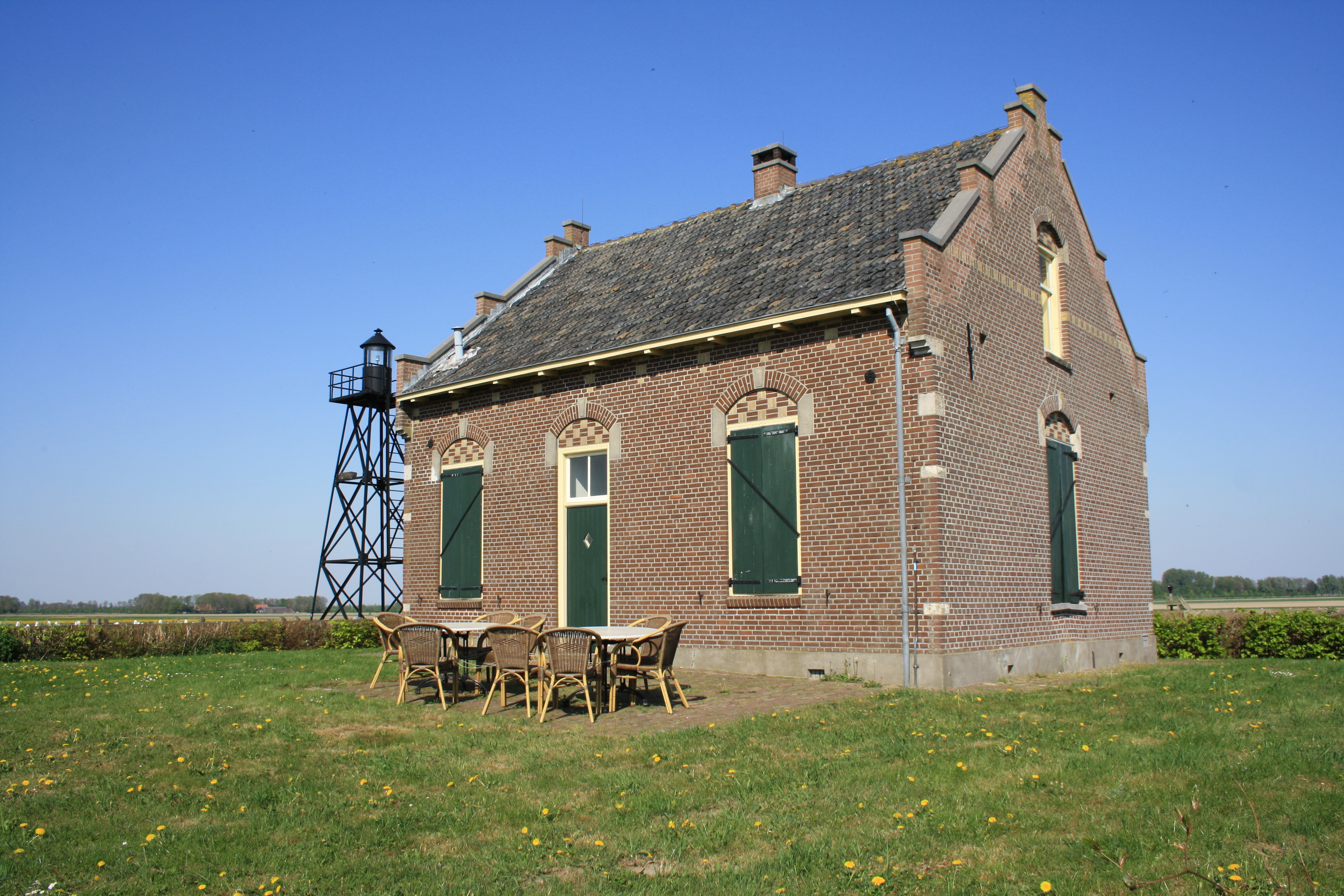
Le Lichtwachter.
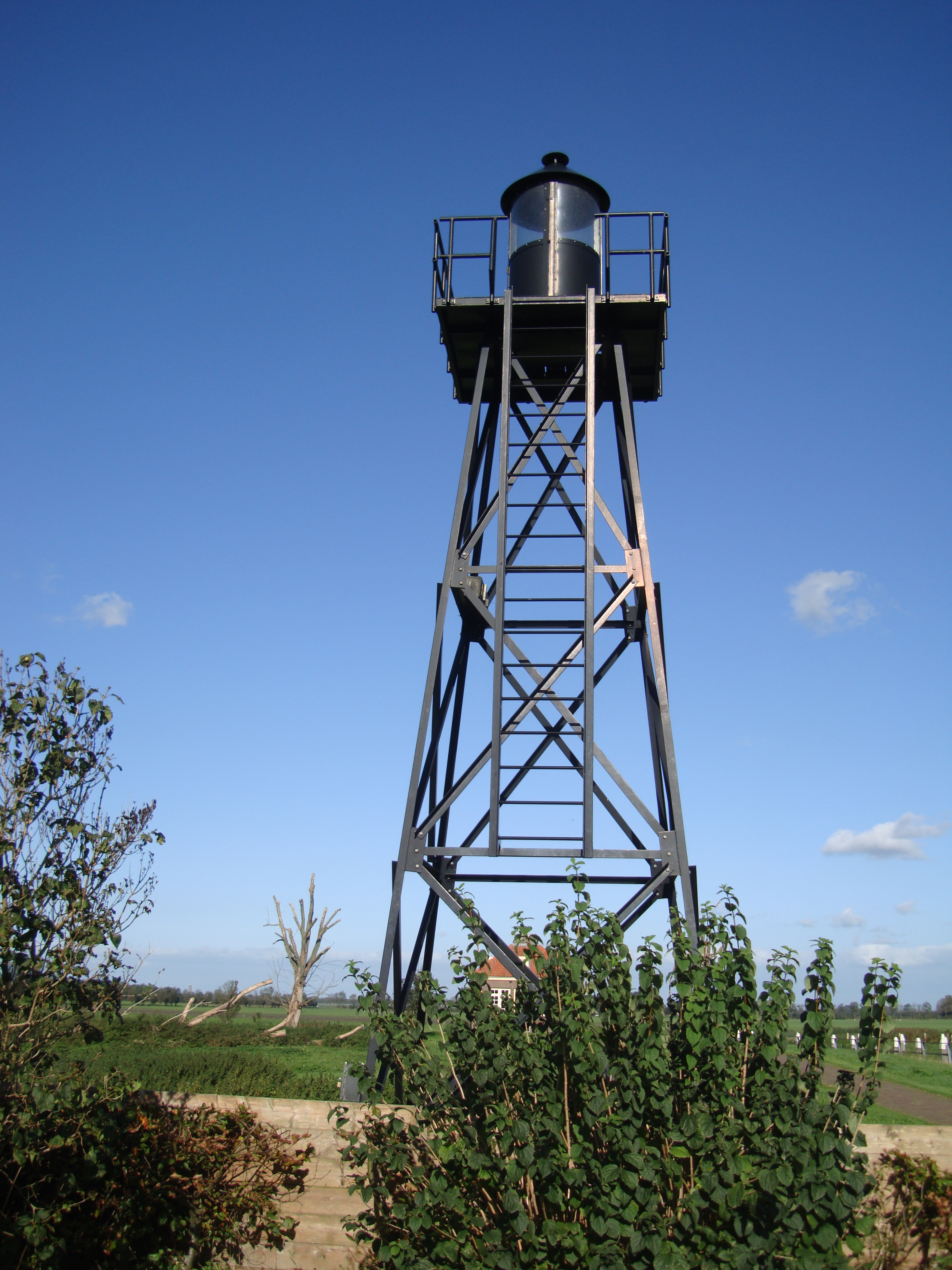
Réplique du phare.
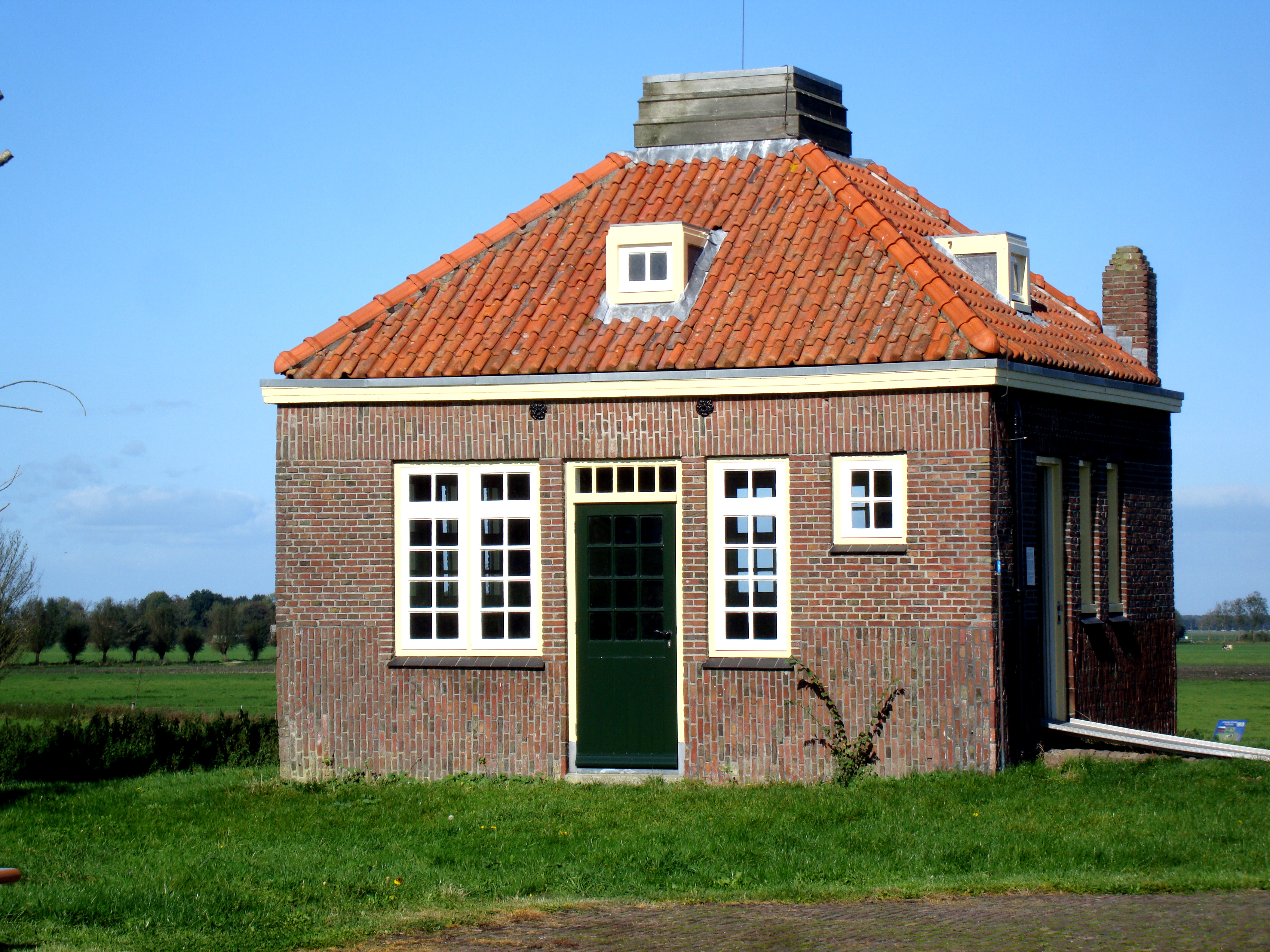
Le Misthoorn.
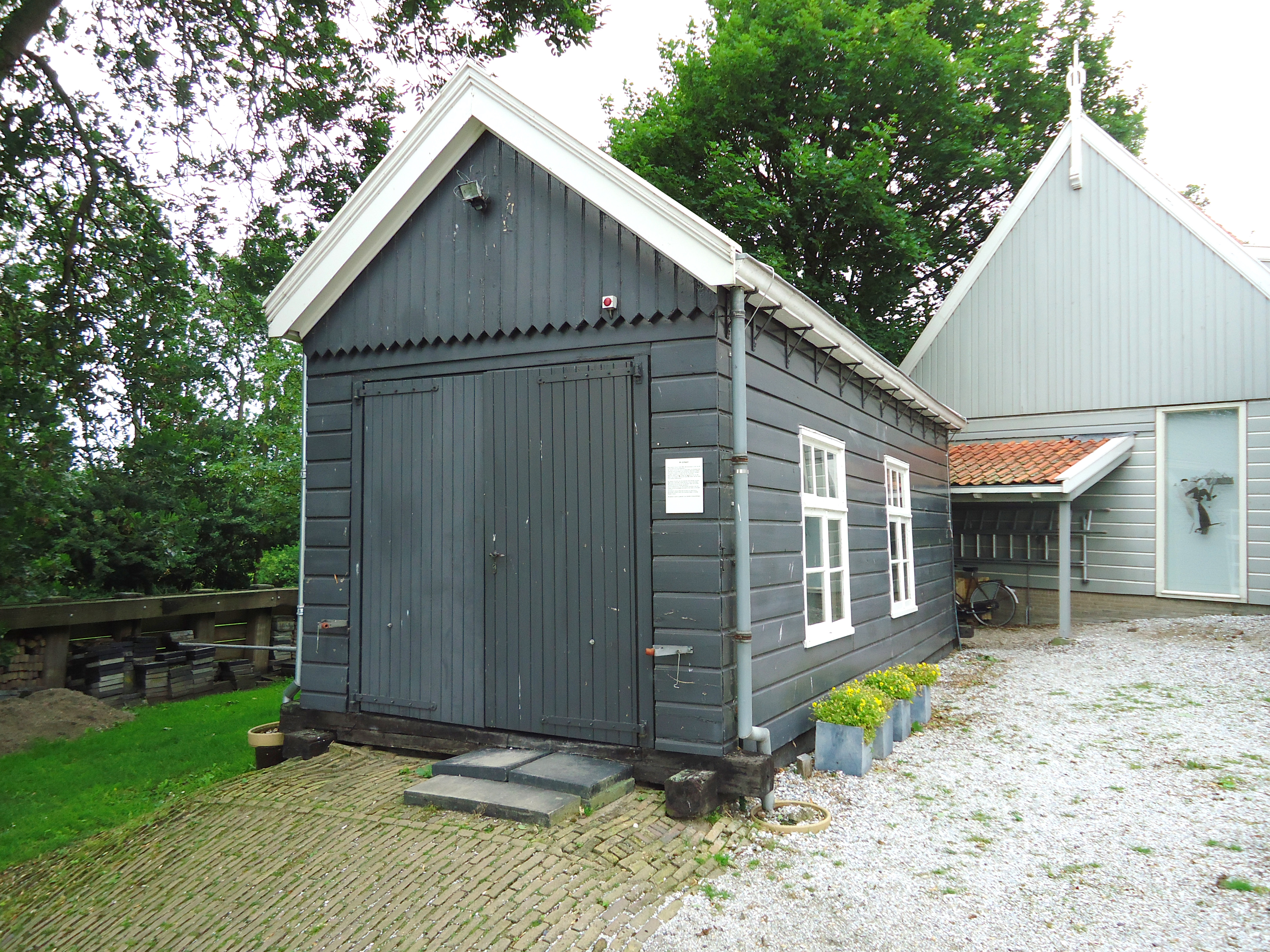
Le hangar à bateau.

### Sites archéologiques nationaux
L'Ensenerkerk, établie sur le terp de Middelbuurt, est une église construite en bois et à fondation en pierre taillée. Elle a été érigée au cours du XIIe siècle et détruite au début du XVIIIe siècle, en 1717. Les premières fouilles préventives de ses vestiges ont été réalisés en 1940,. Ce monument de style roman, dont il ne demeure plus que des vestiges, a été inscrit au titre site archéologique national le 29 septembre 1980.
Le Zuidpunt est un terp dont l'occupation a débuté au cours du XIIe siècle pour prendre fin au XVIIIe siècle. Ce terp, où reposent les ruines de l'Ensenerkerk, a été mis au jour puis fouillé. Le Zuidpunt a été inscrit au titre de site archéologique national en date du 29 septembre 1980.
Le terp d'Emmeloord est un site ayant été utilisé entre le XIVe  et le  XIXe siècle. Ce terp a bénéficié d'une inscription au titre de site archéologique national le 29 septembre 1980.
Les parcelles P13 et P14, toutes deux localisées à Ens, au lieu-dit de Het Zand,, sont deux sites dont l'occupation a débuté au cours du Néolithique récent. Une continuité d'utilisation de ces deux sites est attestée pour les périodes de l'âge du bronze et de l'âge du fer. Ces deux terrains ont bénéficié d'une inscription au titre de site archéologique national en date du 13 novembre 1987. Le site P14 est découvert et commence à être fouillé en 1957 sous la direction de l'archéologue G.D. van der Heide. Les prospections archéologiques de la parcelle P14, dont la majeure partie ont été entreprises entre 1982 et 1990 par l'université d'Amsterdam, ont permis d'exhumer plusieurs sépultures dont la datation s'échelonne entre 4050 et 3640 av. J.-C.. Hormis les restes osseux des défunts, les mobiliers funéraires contenus dans ces tombes se sont révélés quasiment absents. Les fouilles de ce site ont également permis de recueillir environ 32 500 tessons de céramiques. Les études effectuées sur ces fragments de poteries, via des datations au 14C et des analyses de leurs décors, montrent que l'ensemble des cultures néerlandaises de l'ouest et du nord allant du début du Néolithique jusqu'à l'âge du bronze moyen — à l'exclusion des phases comprises entre 5 400 et 4 300 ans av. J.-C. — sont représentées sur le site P14.
Le terp De Zuidert, est un établissement ayant connu une période d'occupation comprise entre le XIVe  et le  XIXe siècle. Ce terp a fait l'objet d'une inscription au titre de site archéologique national le 29 septembre 1980.
Le terp de Middelbuurt a été utilisé entre le XIVe  et le  XXe siècle. Il a bénéficié d'une inscription au titre de site archéologique national en date du 29 septembre 1980

Sites archéologiques inscrits de Schokland
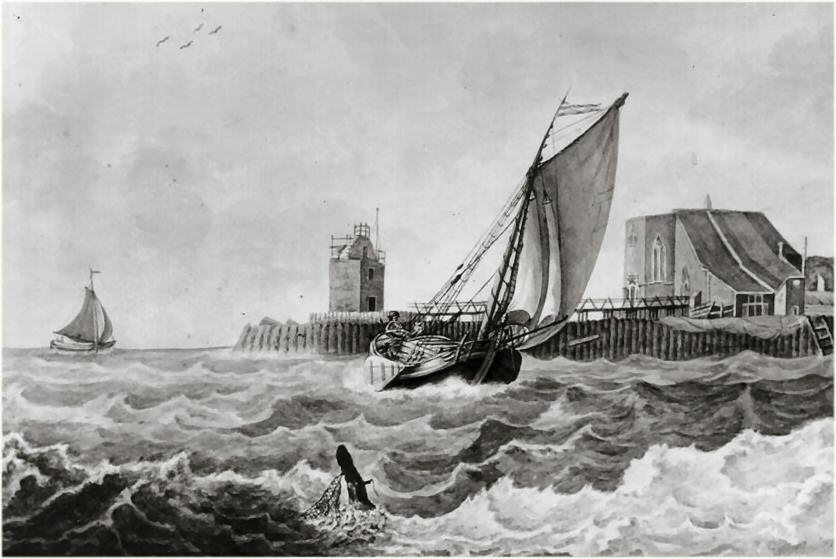
L'Enserkerk (ici, à droite), au début du XVIIe siècle.
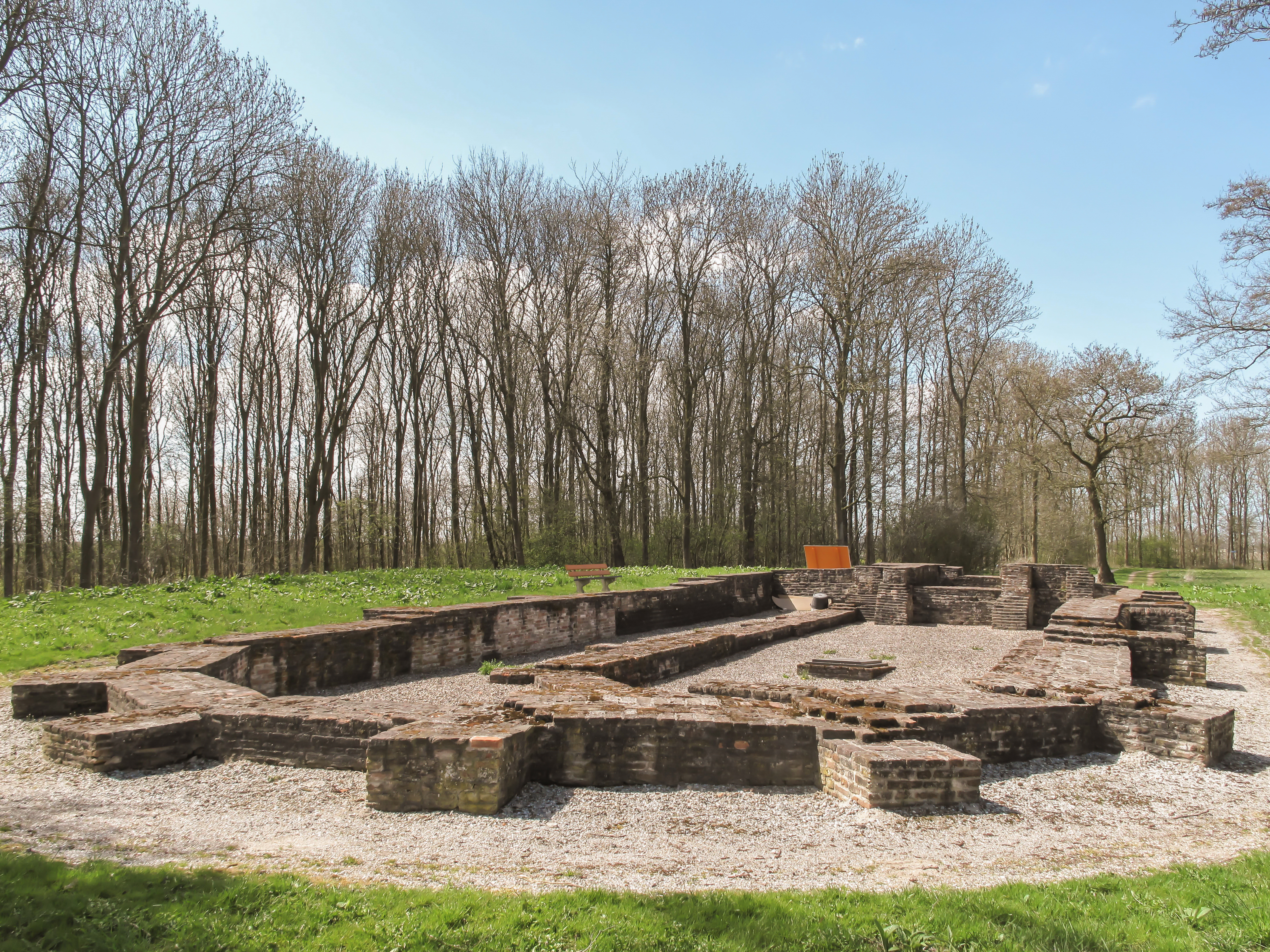
Les vestiges de l'ancienne église romane.
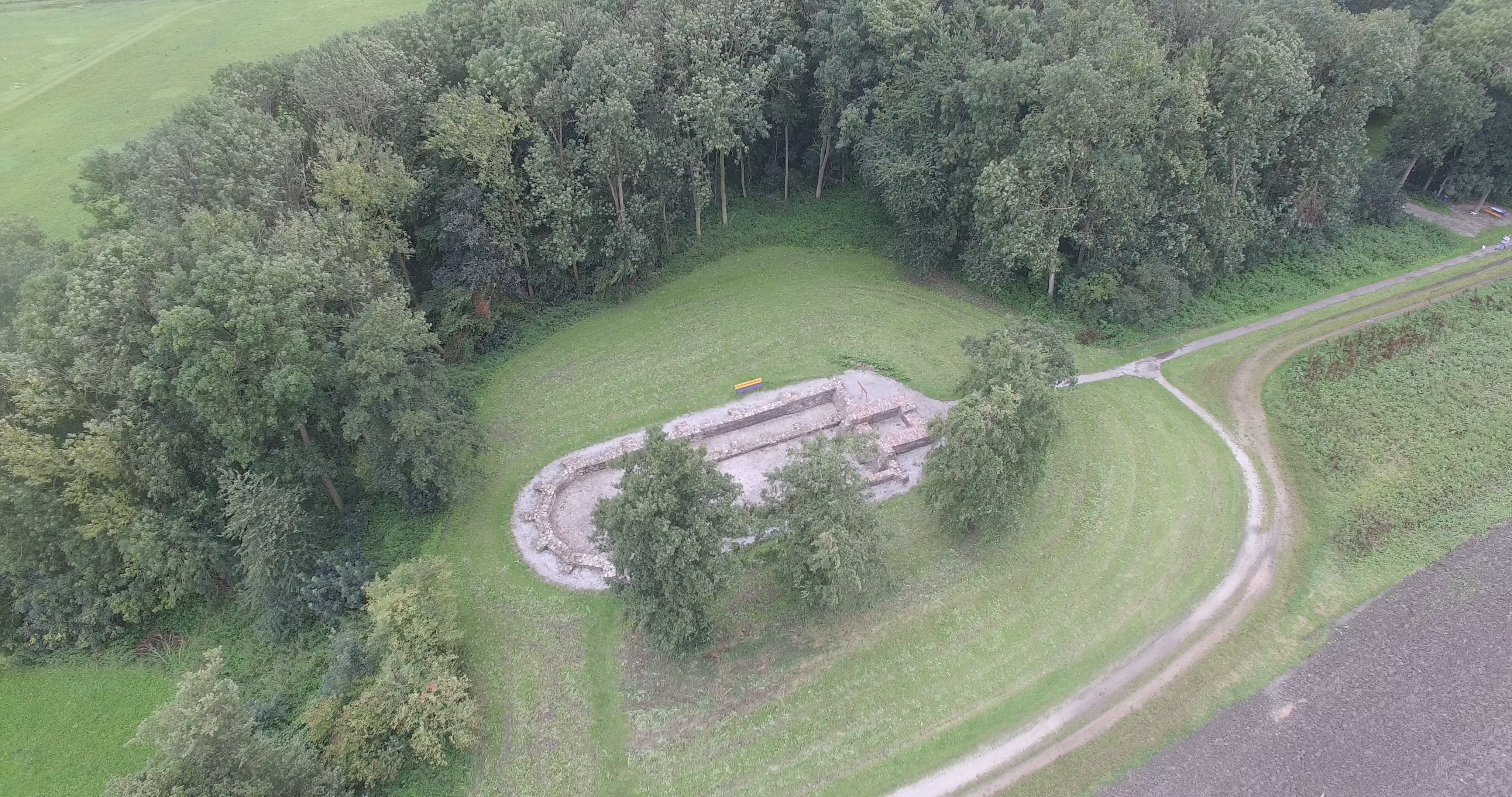
Vestiges et terp de Zuintpunt en vue panoramique.
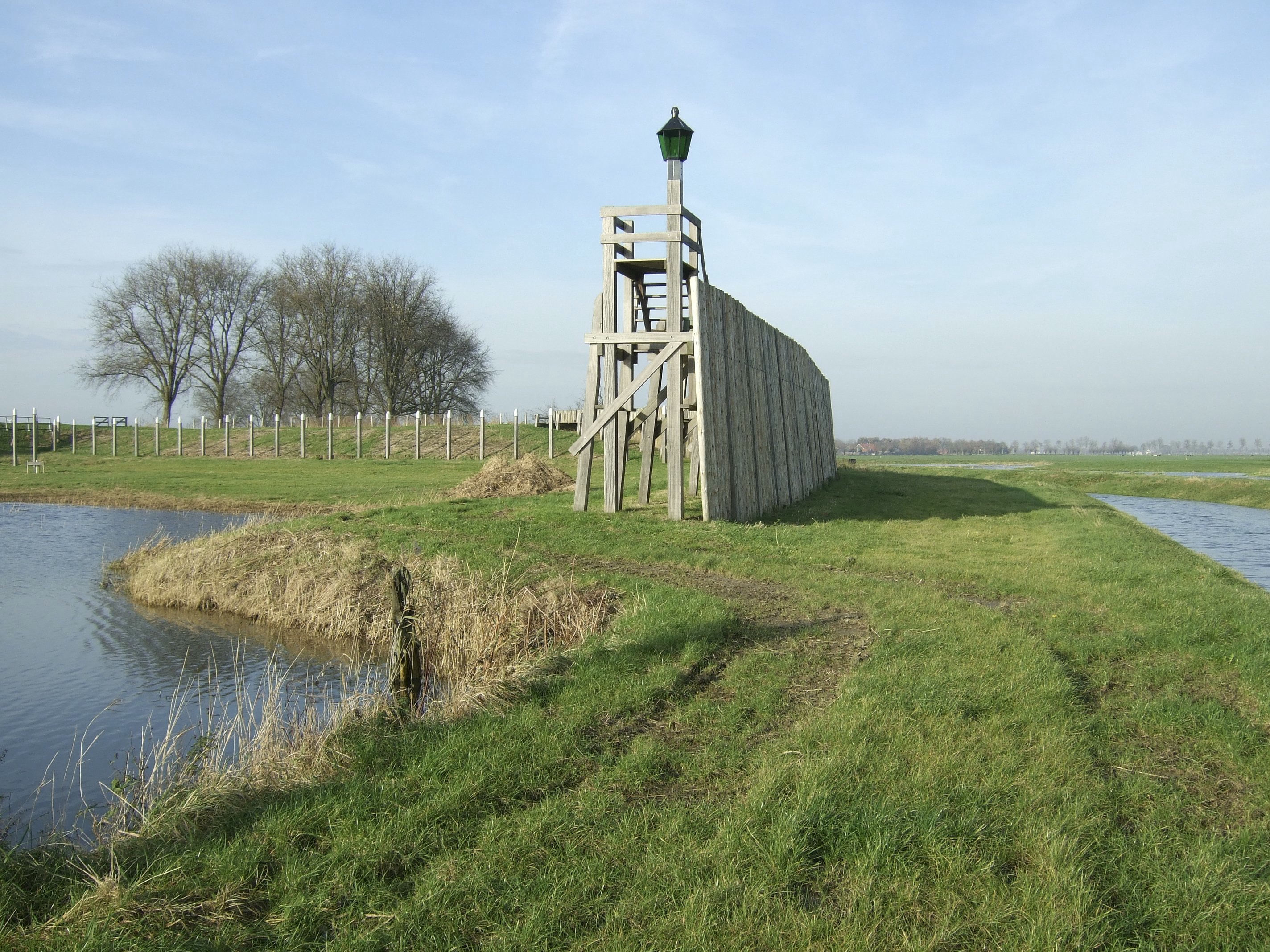
Le terp d'Emmeloord et les vestiges d'une ancienne structure.
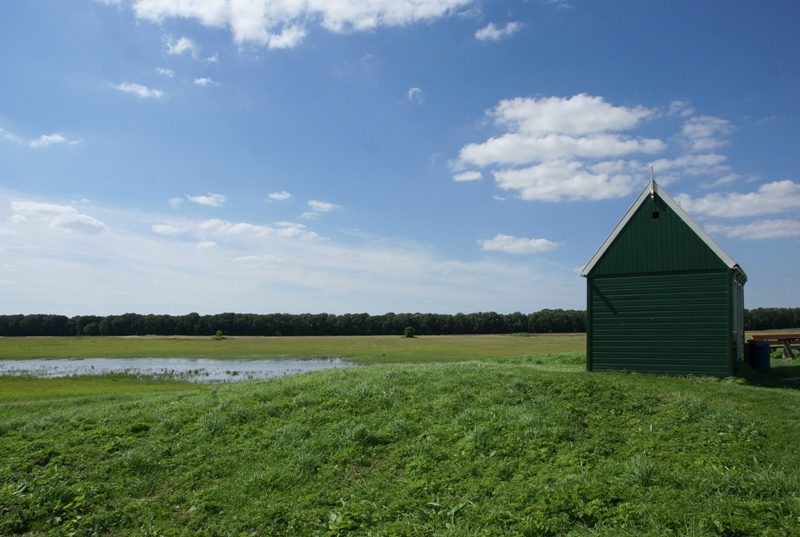
Le terp De Zuidert.
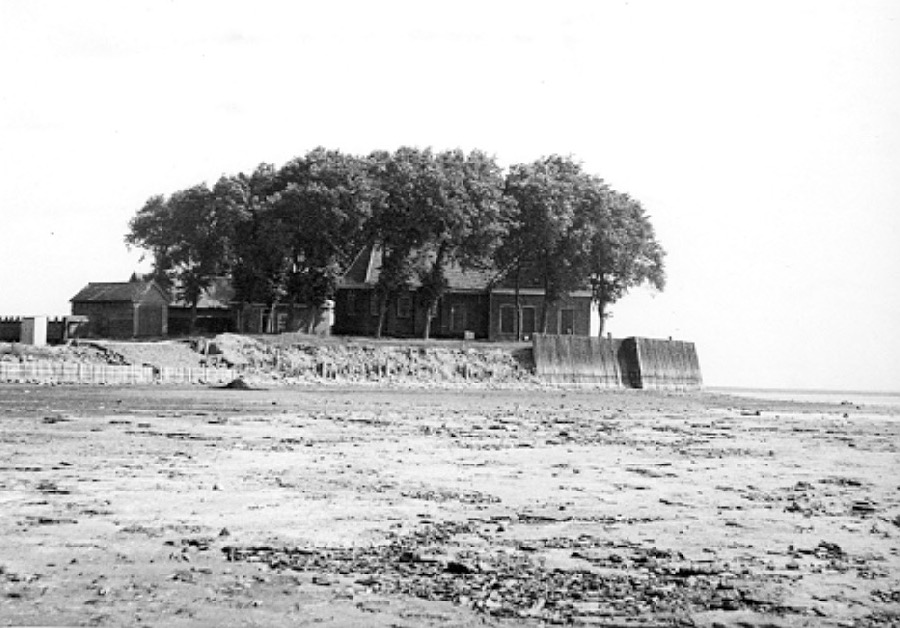
Terp de Middelbuurt.

### Musée de Schokland
Le Museum Schokland, localisé sur le site de Middelbuurt est un établissement muséographique consacré à l'archéologie, mais également à la géologie et à l'histoire. Cet établissement en plein air a été construit en 1947, puis restauré entre 1961 et 1967. Il a fait l'objet d'un agrandissement en 1987 puis a été réaffecté au sein de maisons construites en bois. Le musée abrite des collections archéologiques, dont des empreintes datées du Néolithique récent (vers -2400 av. J.-C.), des artefacts préhistoriques et protohistoriques remontant jusqu'à 4000 av. J.-C. et mis au jour sur des sites locaux ou éloignés (tels que ceux de Steenwijk),, des pièces minéralogiques, des pièces historiques, des fossiles et des restitutions d'anciens navires sous la forme de maquettes,,. Des films, des galeries de photos, des reconstitutions de scènes historiques et des sculptures contemporaines sont également exposés.

Musée de Schokland
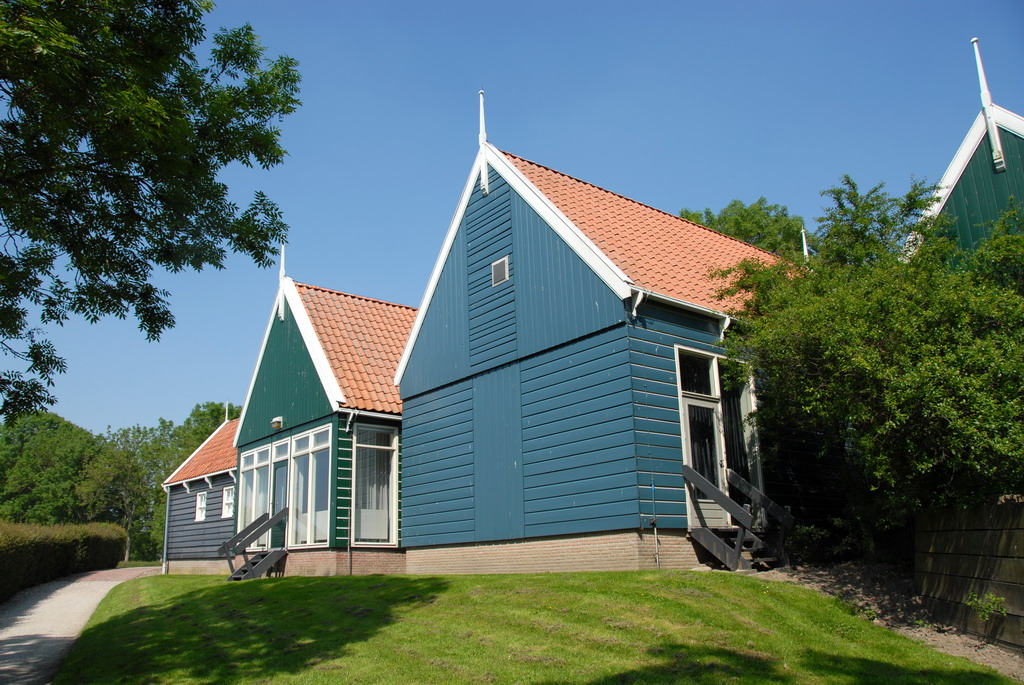
Maisons abritant les collections du musée.
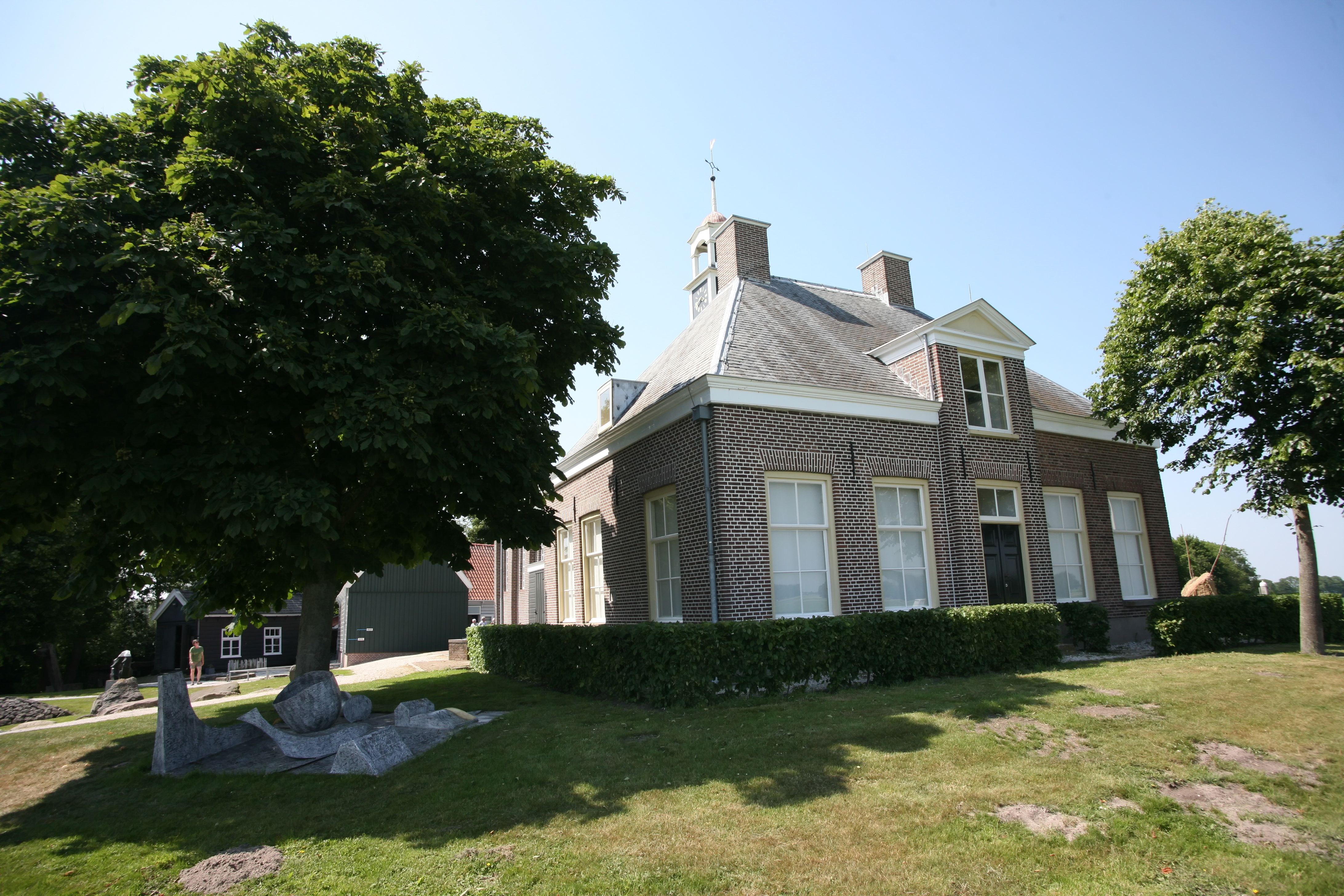
Ancien bâtiment.
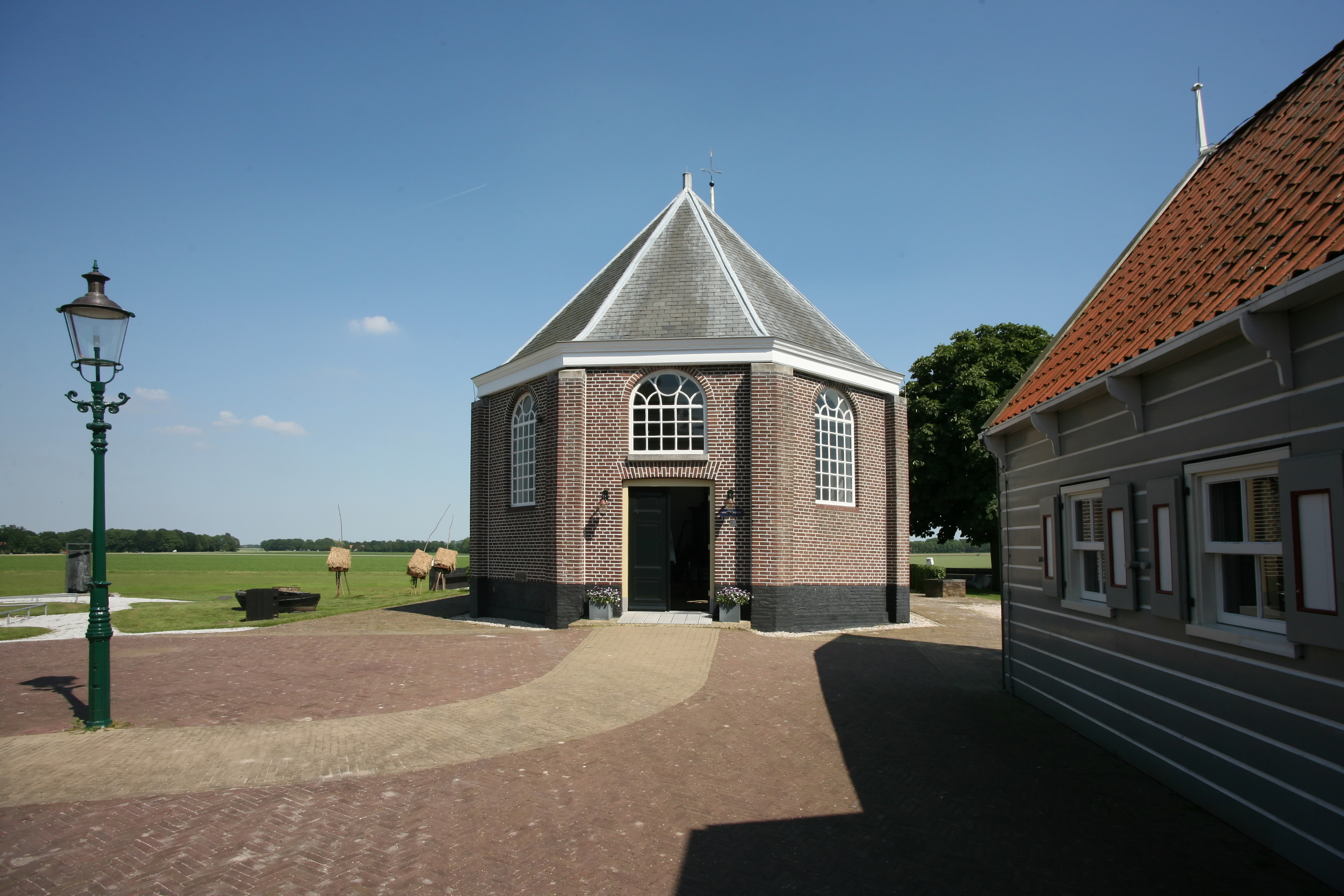
Bâtiment actuel.
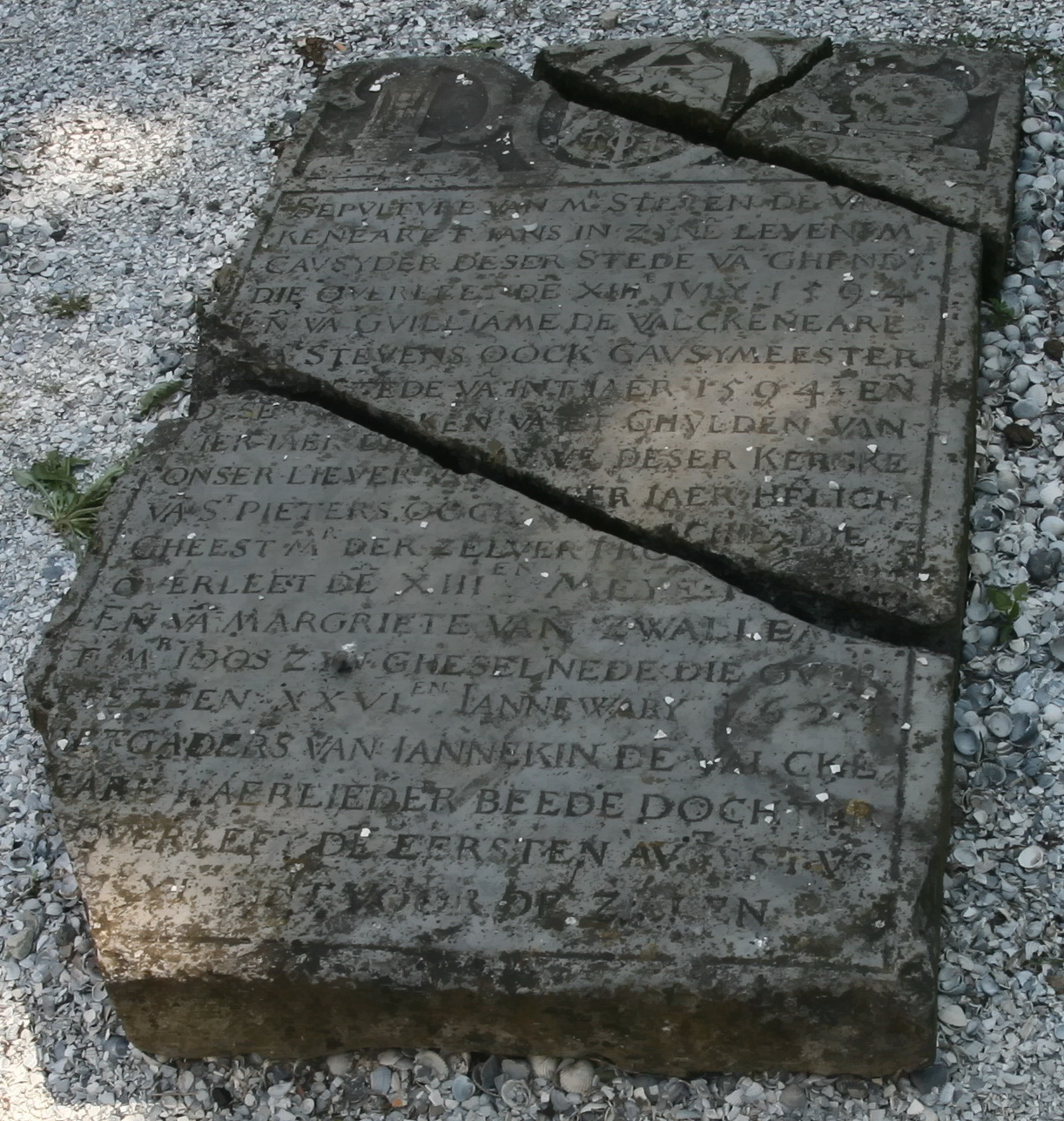
Dalle funéraire de Guillaume de Valckeneare (fin XVIe siècle, 1594)[134],[135],[136].
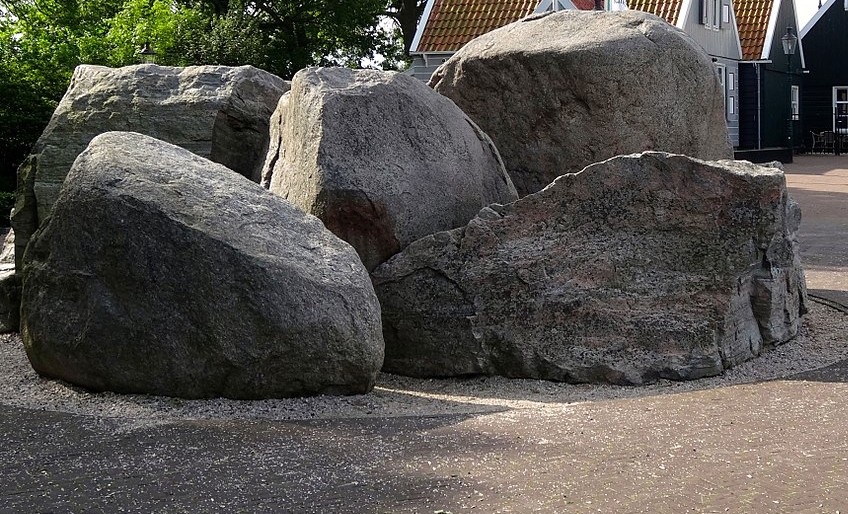
Blocs erratiques.
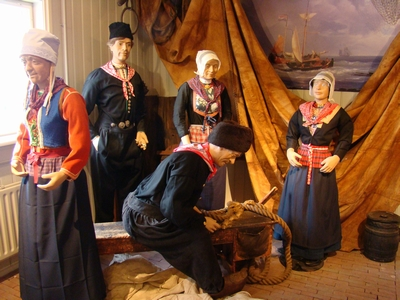
Scène de reconstitution.
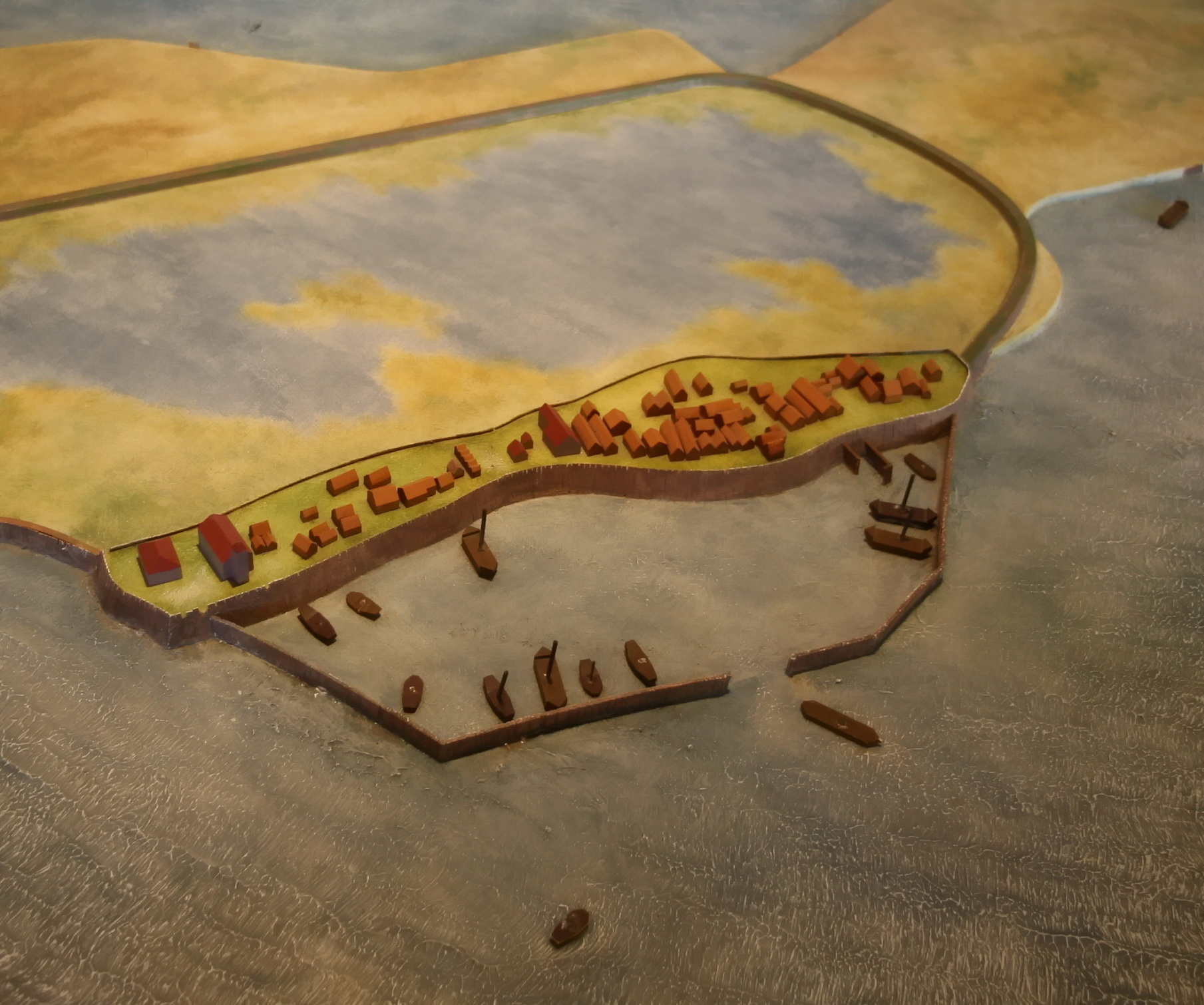
Maquette de reconstitution.
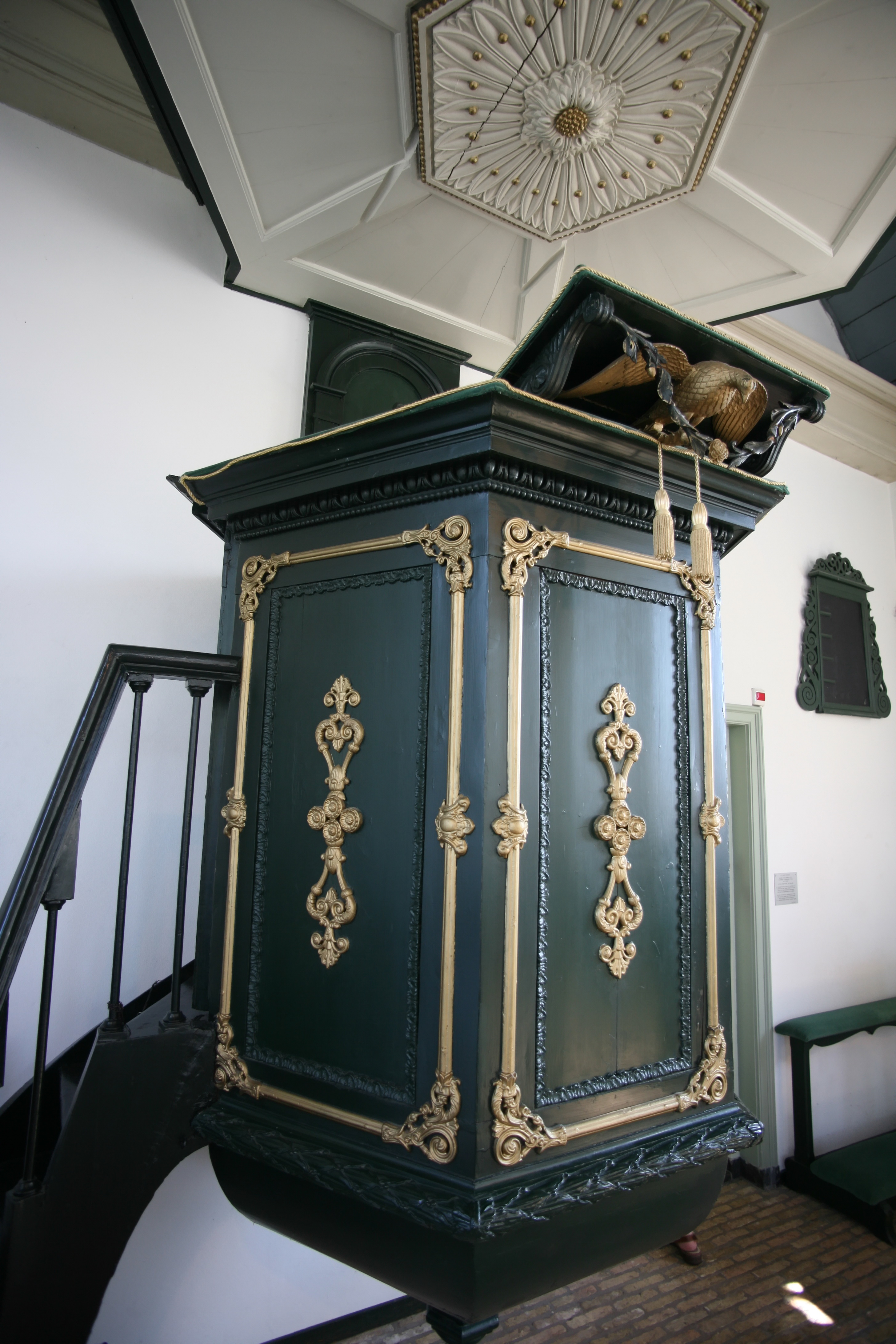
Chaire de l'église Ensekerk.

## Patrimoine mondial
Schokland est le premier site néerlandais inscrit au titre de patrimoine de l'humanité par l'UNESCO, en 1995. Depuis, neuf autres sites néerlandais ont été répertoriés (dont huit de type culturel et un de type naturel). Le site de Schokland est proposé le 21 octobre 1994. À l'instar des autres biens de type culturel inscrits sur la liste du patrimoine mondial, le dossier de proposition de Schokland est soumis à une évaluation par le Conseil international des monuments et des sites (ICOMOS),. Le dossier d'inscription de Schokland est intitulé « Symbole de la bataille néerlandaise contre les eaux ». Dans ce document, l'UNESCO souligne que :

« Schokland est le symbole de la lutte acharnée, héroïque et ancestrale des populations néerlandaises contre l'empiétement par les eaux. À la suite des gigantesques travaux d'assèchement des terres qui ont commencé au début du XXe siècle, Schokland, les terps et les autres interventions humaines des environs symbolisent le témoignage muet de l'habileté et du courage du peuple néerlandais face à cette éternelle menace naturelle. »

— UNESCO.
Le site regroupe l'ancienne île et ses environs immédiats. Par ailleurs, Schokland se manifeste comme étant le « dernier témoignage » d'une société préhistorique. À ce titre, les plus anciens terps, vestiges et pièces archéologiques mis au jour, datent de plus de six millénaires.
La gestion du site est assurée par la Schiting Flevolandschap (Fondation du paysage Flevo), en association avec la commune de Noordoostpolder,.
Certaines parcelles du territoire de Schokland sont cultivées. La mise en culture de Schokland procure des revenus, mais l'objectif essentiel est de maintenir le site en état, et de préserver ses spécificités naturelles et culturelles. Le plan de gestion du site a pour objectif d'établir et d'organiser les différents aspects de sa conservation et de son administration.
En 2015, l'ancienne île a été visitée par 32 000 personnes. Les visiteurs peuvent bénéficier de visites guidées des fouilles archéologiques et d'ateliers pour les enfants,.
L'État a proposé le classement de Schokland au titre de « zone de conservation protégée », en application de la loi portant sur les monuments historiques adoptée le 23 décembre 1988,, « Monumentenwet 1988 »,,. Ce classement a pris effet au 15 avril 2014,.

Aperçu du site classé patrimoine de l'UNESCO
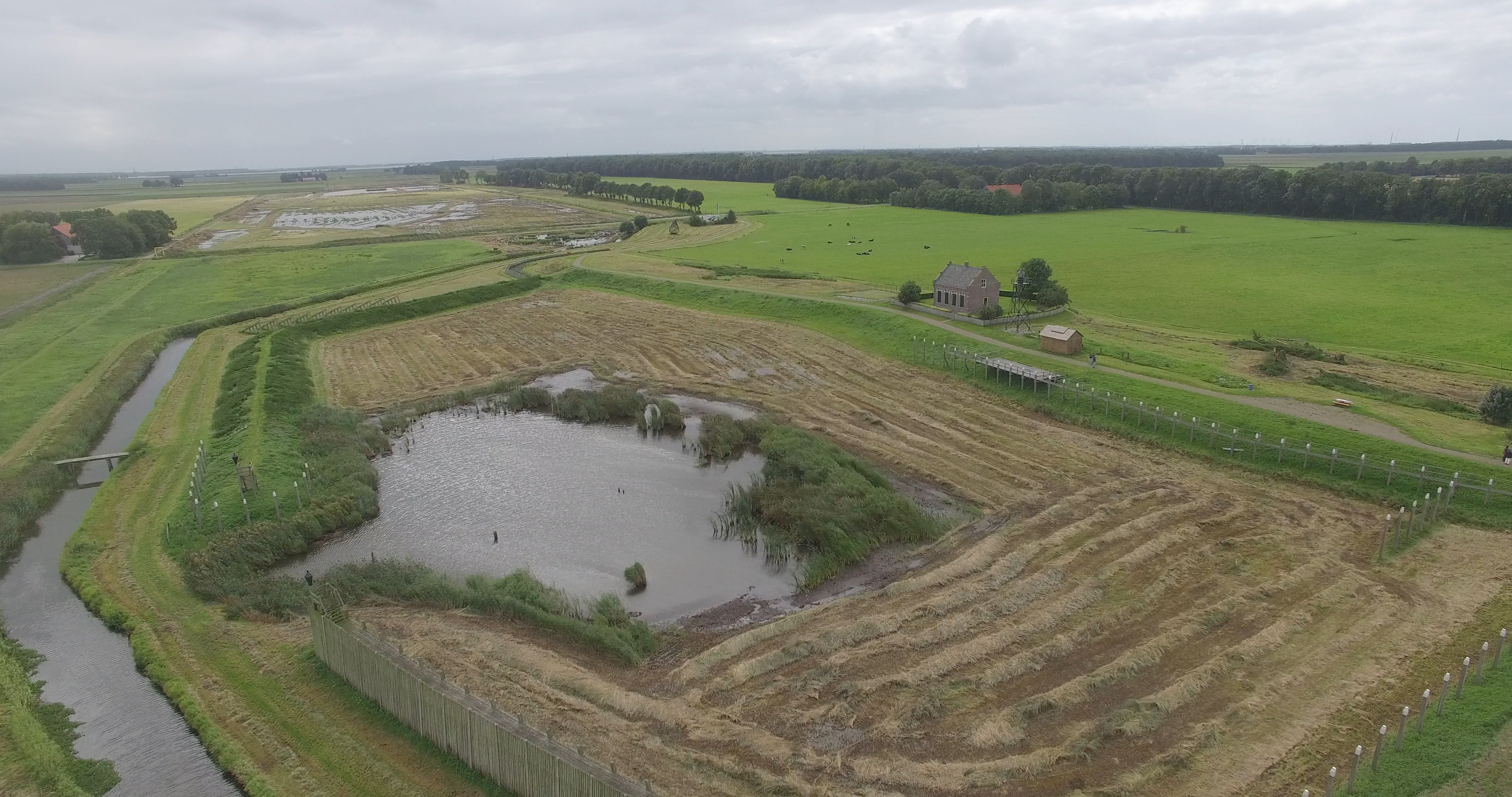
Panorama.
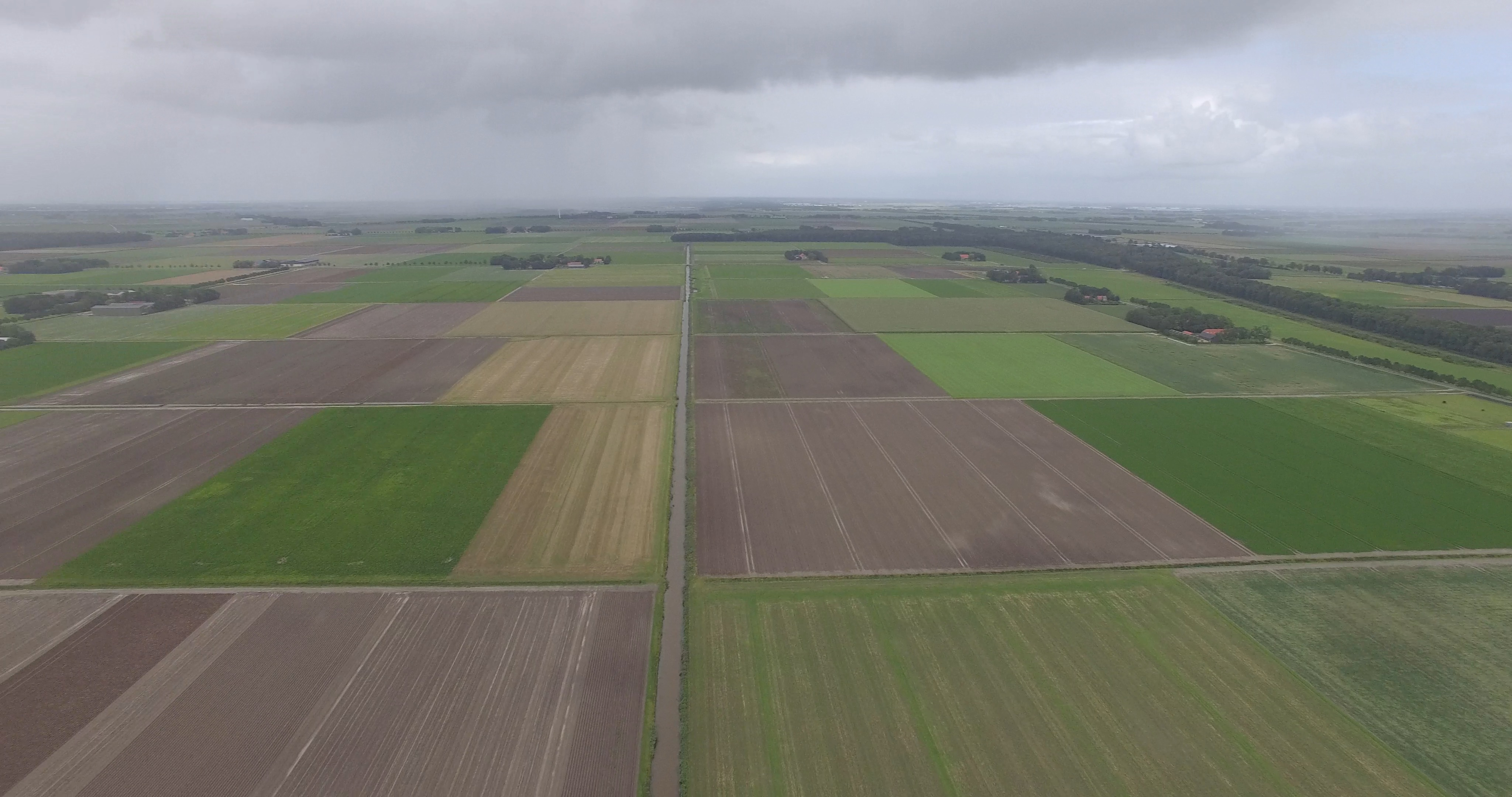
Panorama.
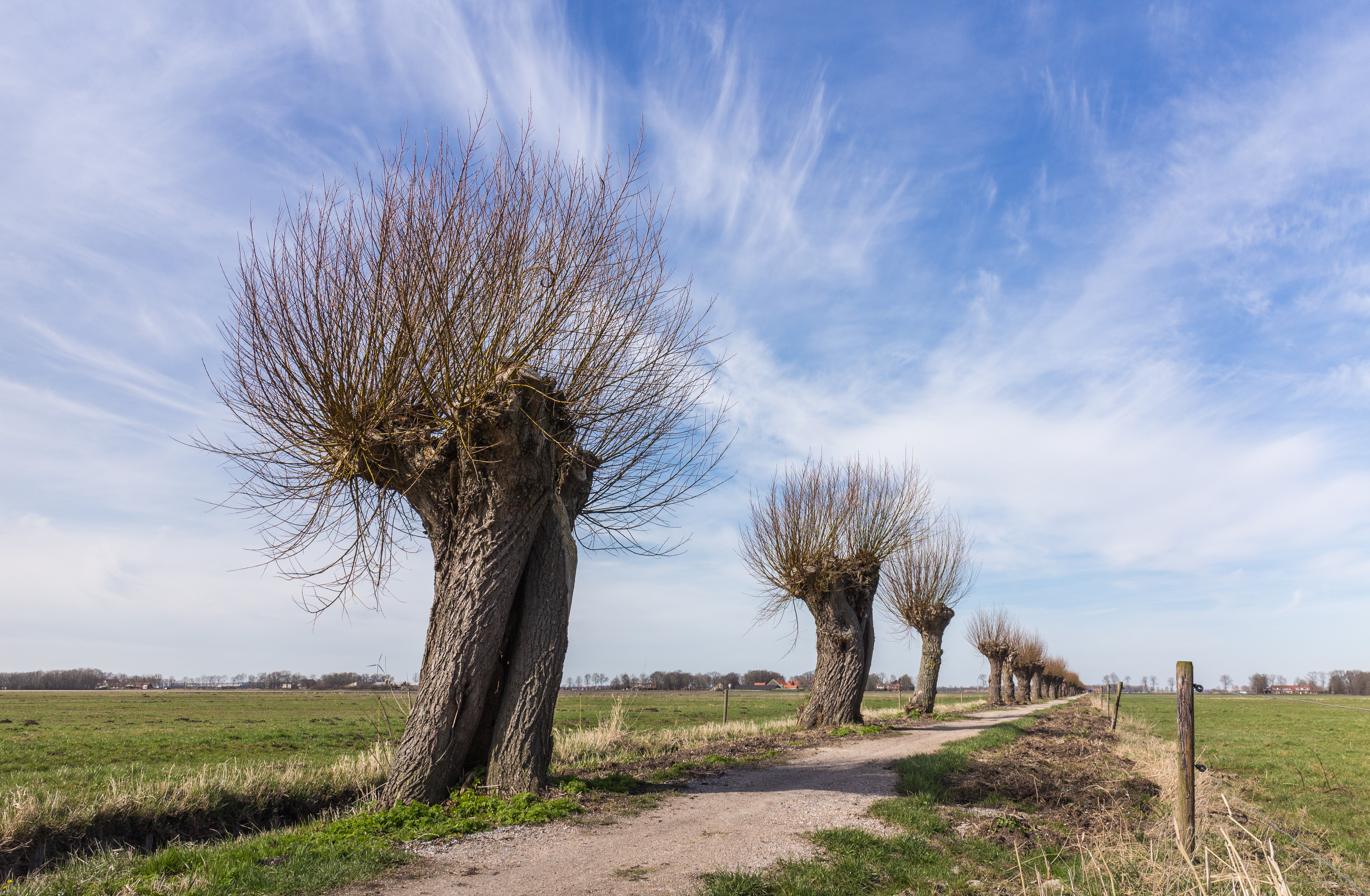
Alignement d'arbres têtards à Schokland (avril 2018).
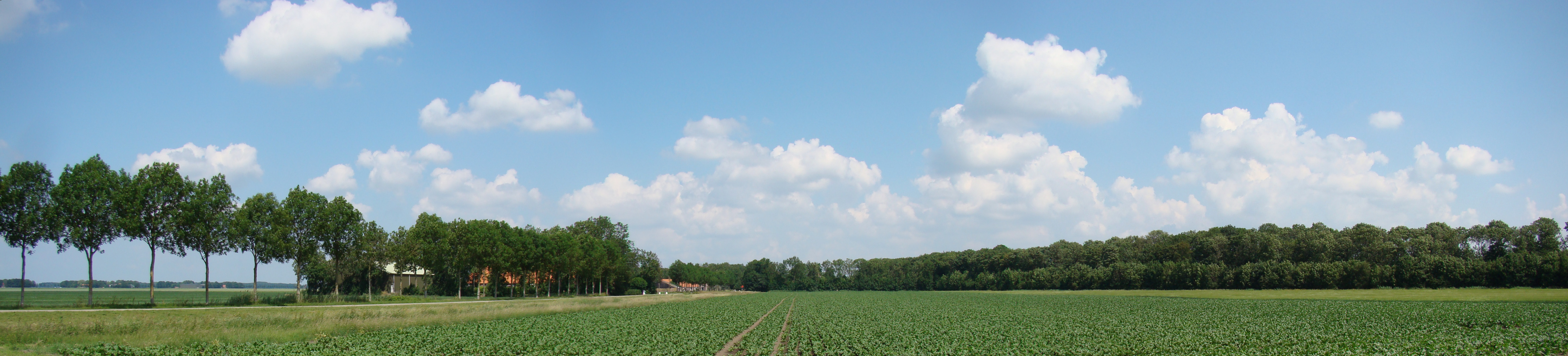
Vue panoramique.
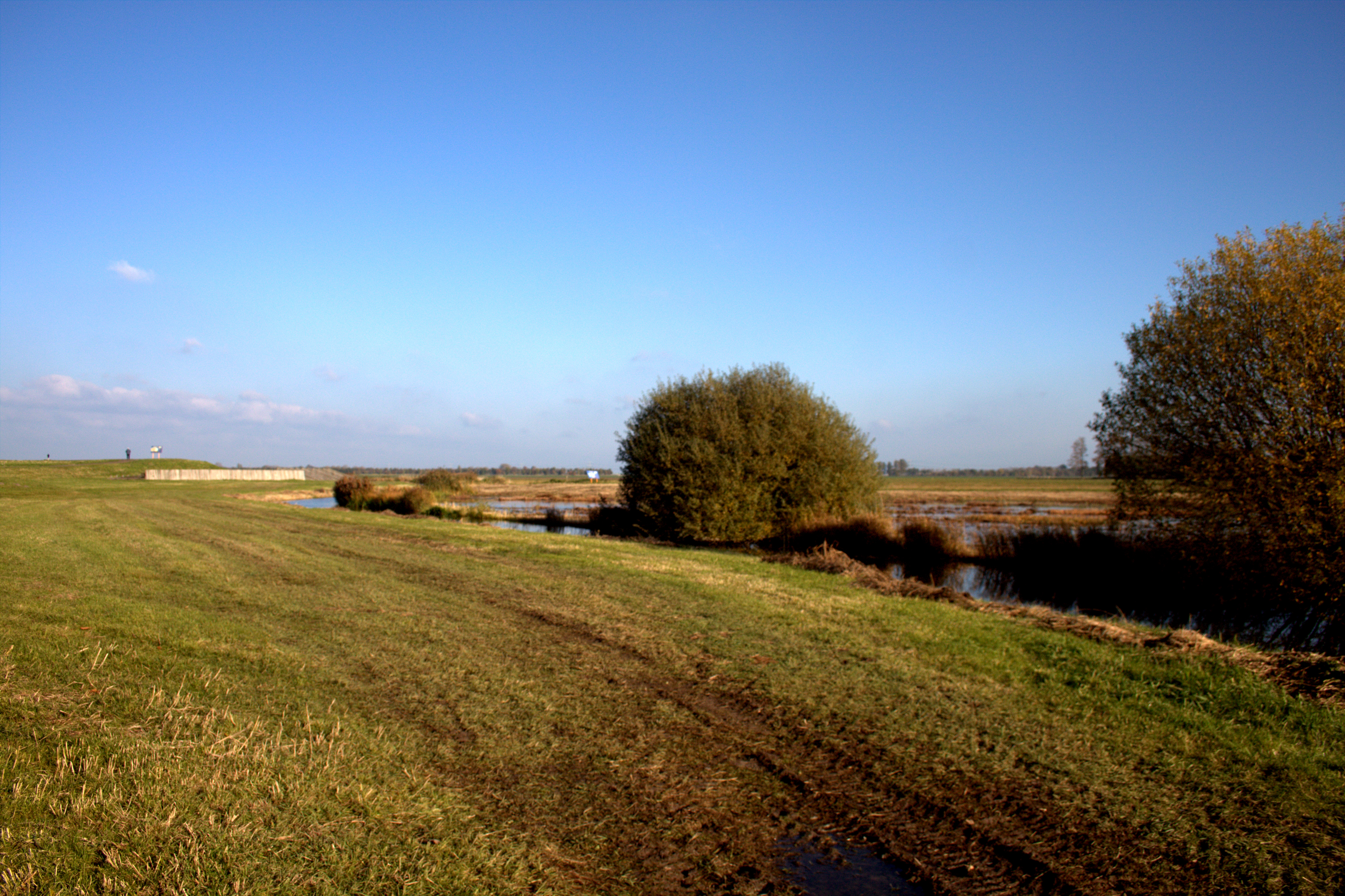
Noordpunt (Emmeloord).

## Faune et flore

### Faune
La faune de Schokland compte 26 variétés d'espèces aviaires dont la Bergeronnette des ruisseaux (Motacilla cinerea), la Bécasse des bois (Scolopax rusticola), la Grive draine (Turdus viscivorus), la Mésange noire (Periparus ater), la Buse variable (Buteo buteo) et l'Autour des palombes (Accipiter gentilis),. Récemment, plusieurs spécimens de Marouette de Baillon (Porzana pusilla) ont été répertoriés.
L'ensemble faunique identifié sur le territoire Schokland comprend des espèces appartenant à la sous-famille des arvicolinés : la Souris grise ; le Mulot sylvestre (Apodemus sylvaticus) ; le Rat brun (Rattus norvegicus) ; le Campagnol roussâtre (Myodes glareolus) ou encore le Rat musqué (Ondatra zibethicus).
Des spécimens de Pelophylax (un genre d'amphibiens) et de Triturus (un genre d'urodèles) ont été également inventoriés.

Faune de Schokland
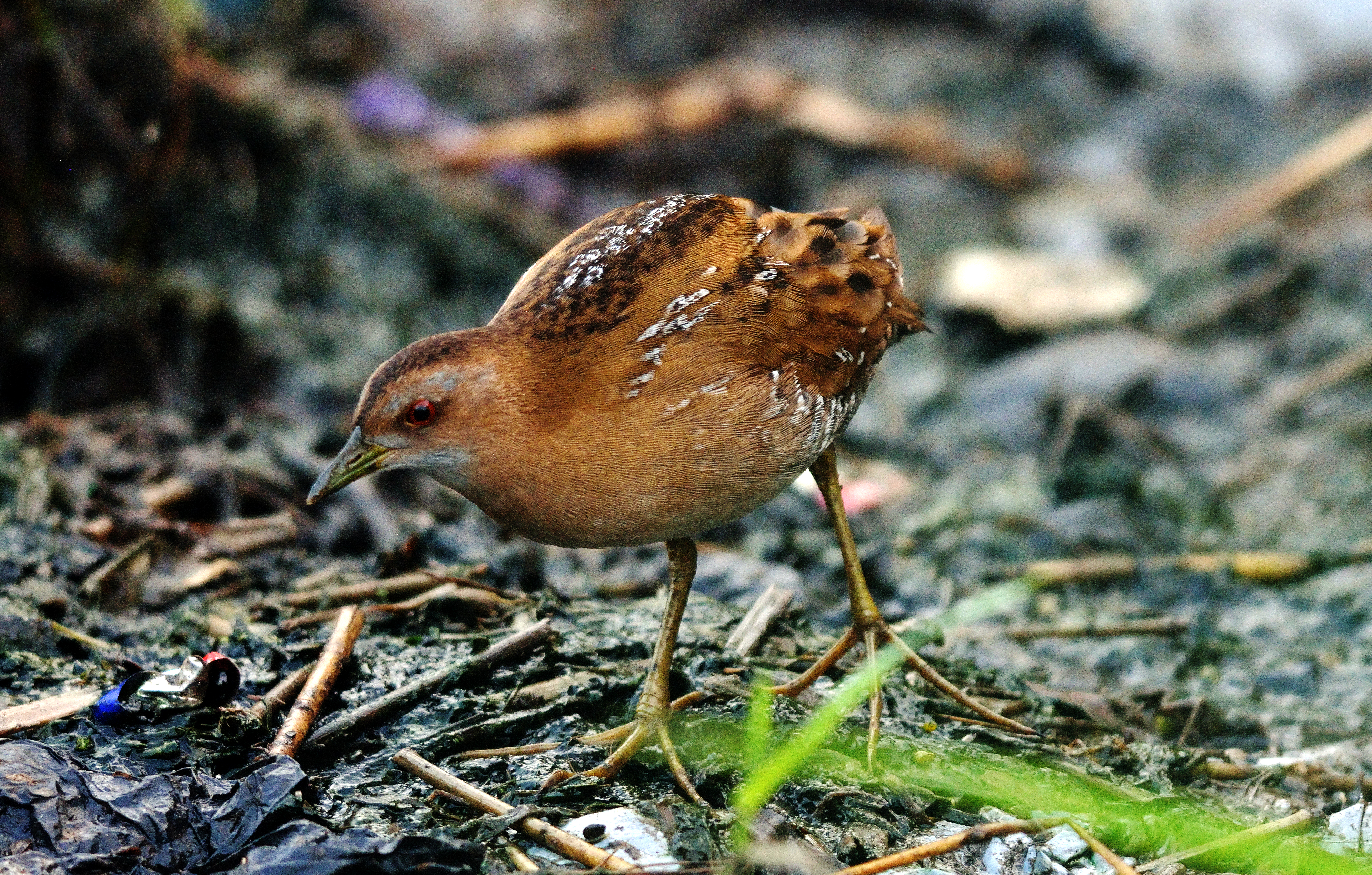
La Marouette de Baillon.
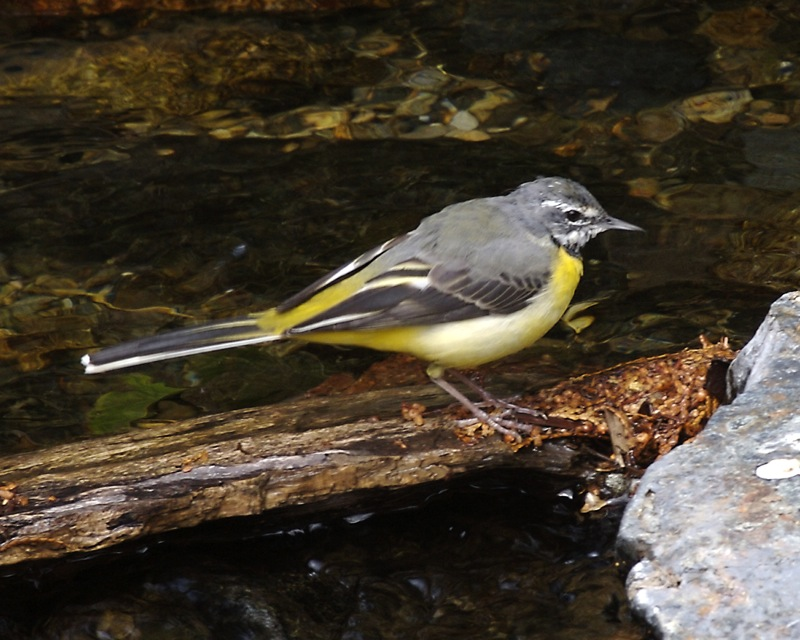
La Bergeronnette des ruisseaux.
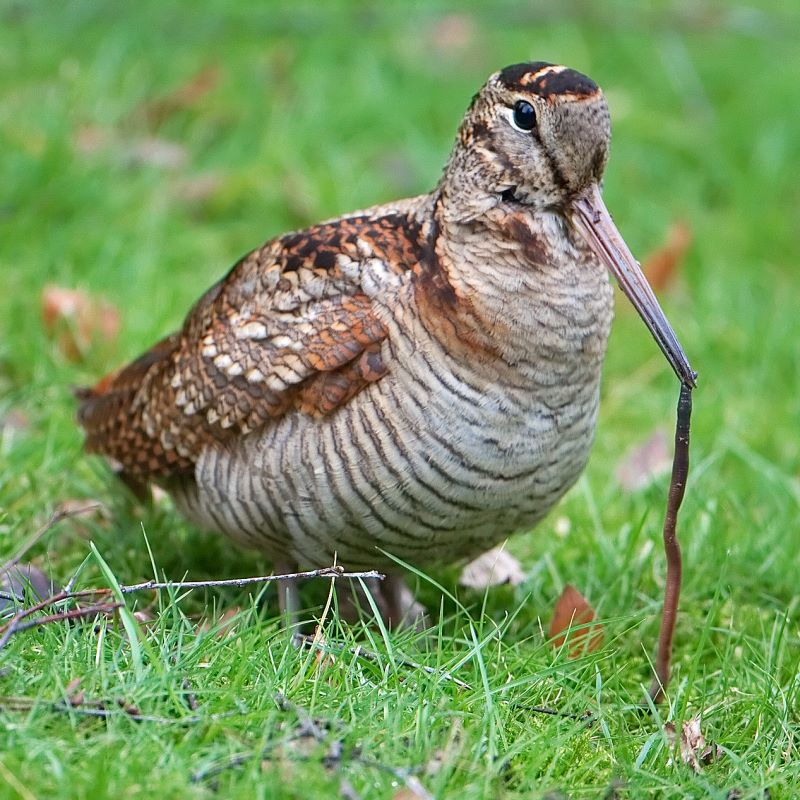
La Bécasse des bois.
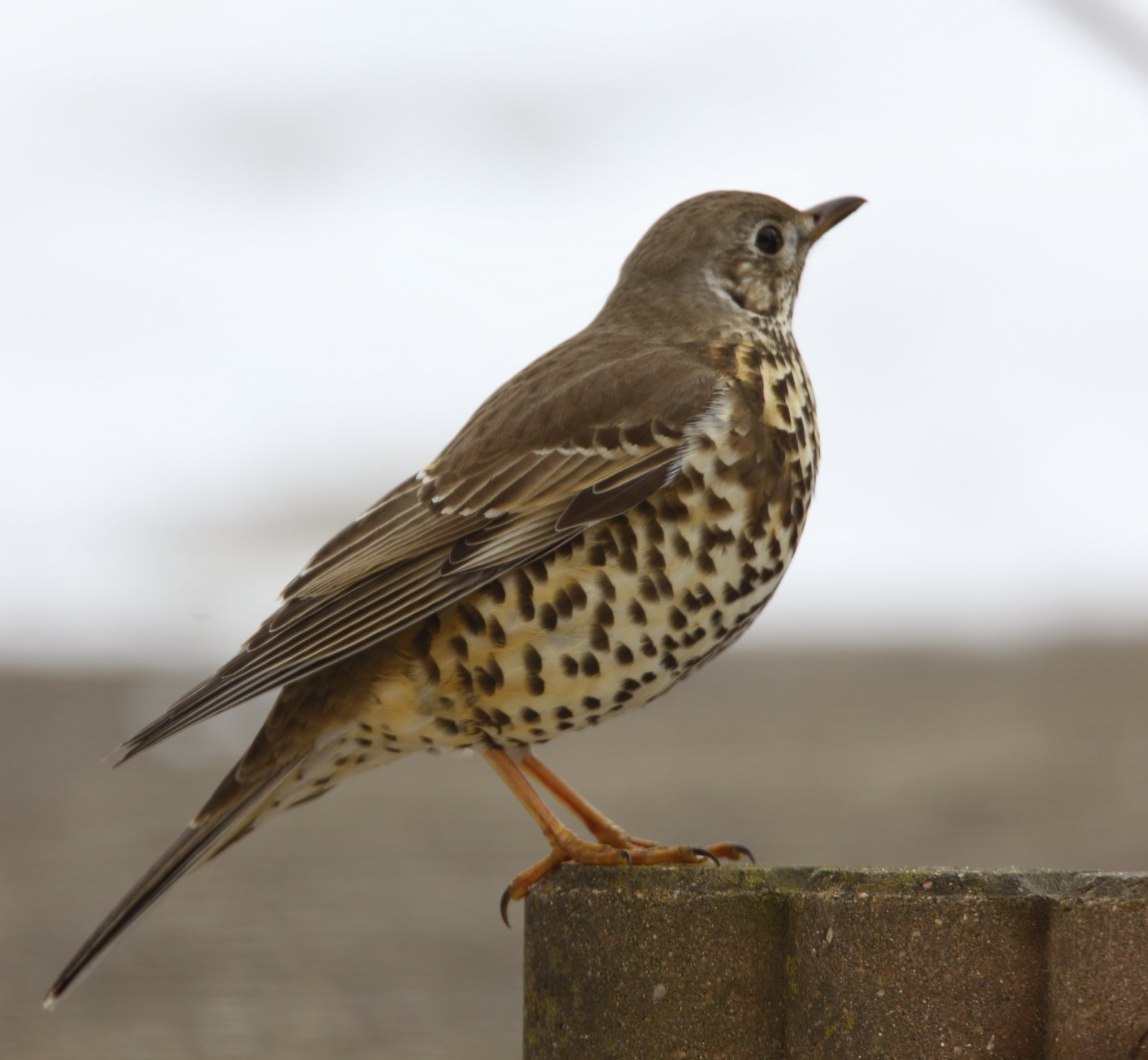
La Grive draine.
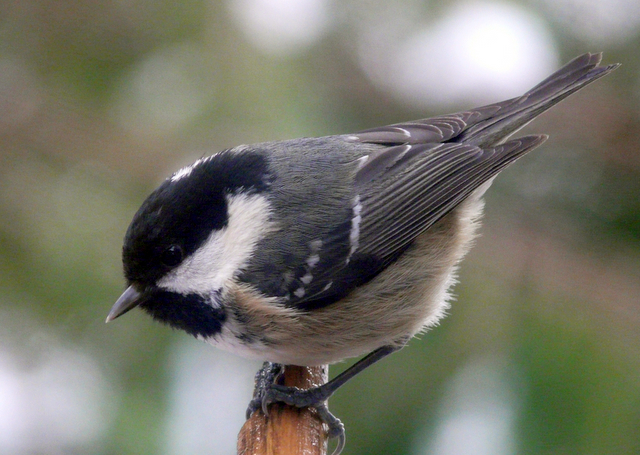
La Mésange noire.
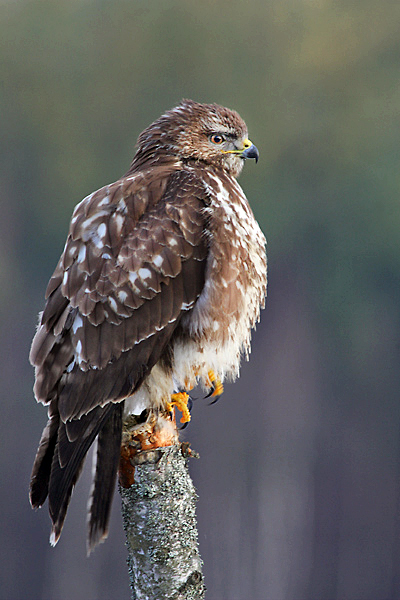
La Buse variable.
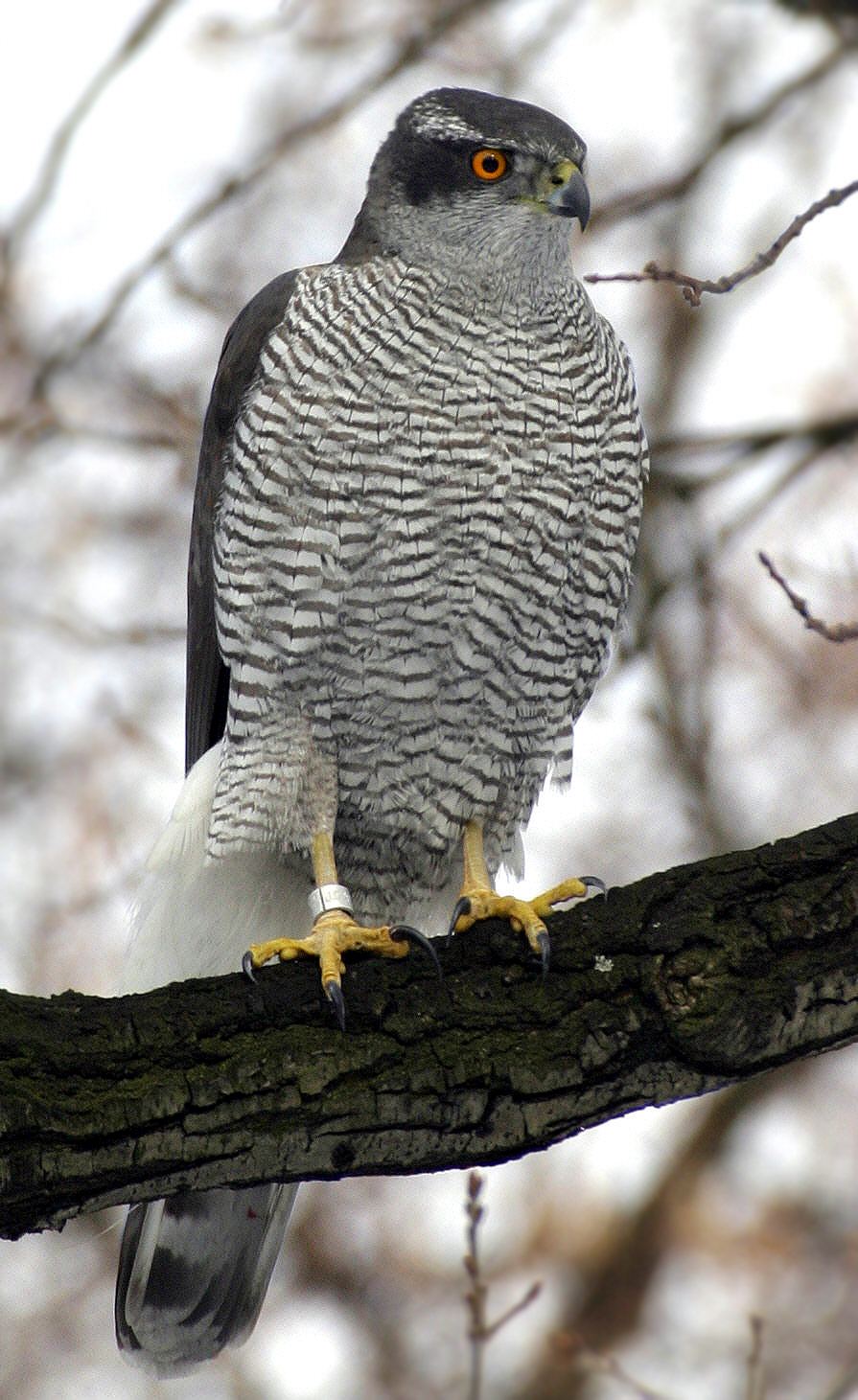
L'Autour des palombes.
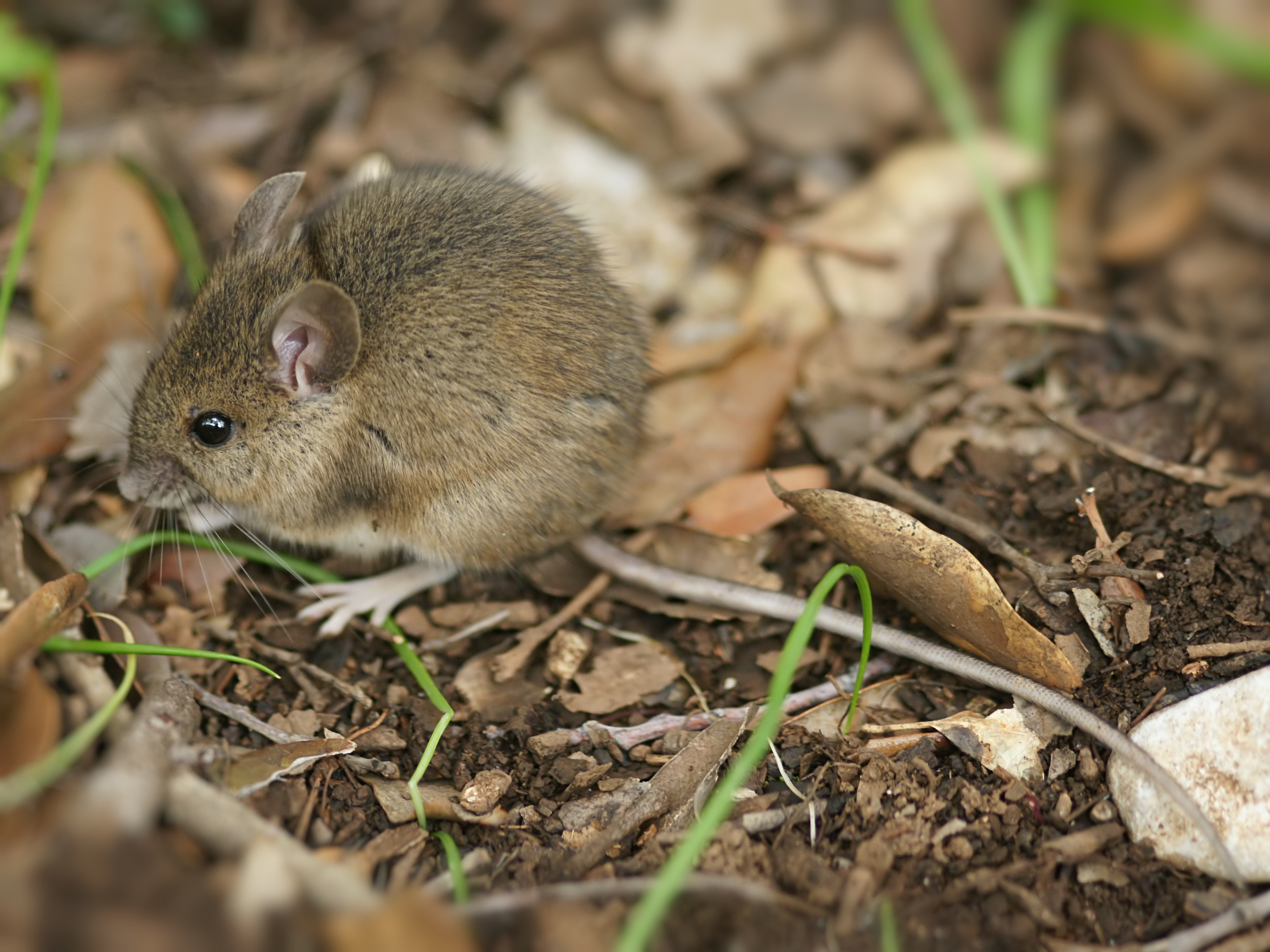
L'Apodemus sylvaticus.
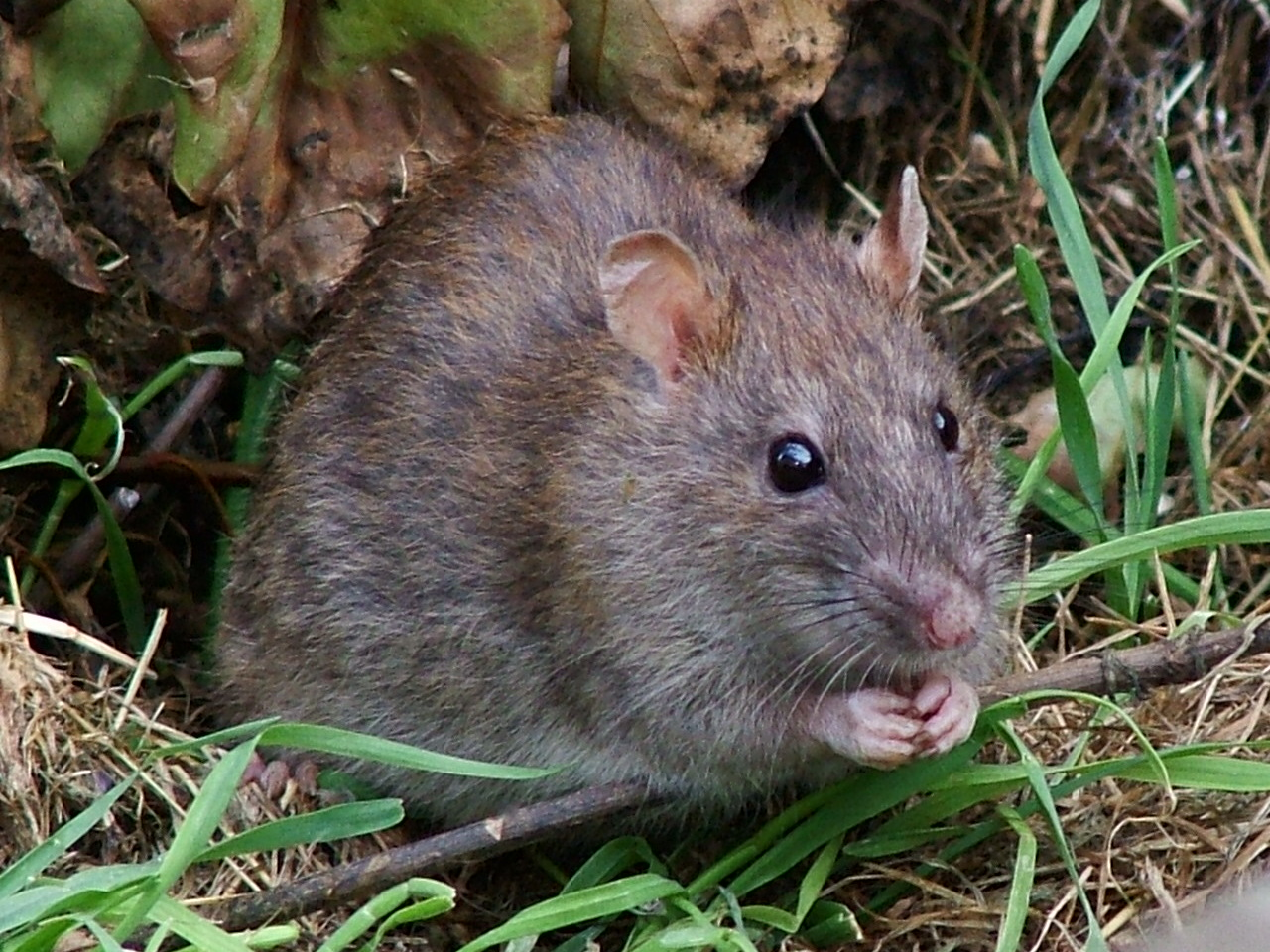
Le Rat brun.

### Flore
Depuis sa poldérisation, plusieurs plantes herbacées ont été introduites sur le territoire de Schokland : la Lysimaque nummulaire (Lysimachia nummularia) ; la ficaire (Ficaria verna) ; l'Ortie blanche (Lamium album), espèce notamment présente au sein des prairies du site de Zuidpunt ; la Mauve à feuilles rondes (Malva neglecta) ; la Scrofulaire noueuse (Scrophularia nodosa) ; et l'Orge des rats (Hordeum murinum). De nombreuses mousses et lichens ont également été inventoriés sur le territoire de l'ancienne île,.
Une forêt, la « Schokkerbos », recouvrant une superficie totale de 69,8 ha — dont 68 ha de bois et 1,8 ha de chemins caillouteux — a été plantée entre 1951 et 1954. Cet espace forestier comprend 28 ha de zones humides ; 18 ha de massif de chênes ; 12 ha d'épicéas communs ; 8 ha d'épinettes de Sitka et 2 ha d'érables. En 1983, la forêt de Schokland a été complétée par l'introduction de nouveaux chênes.
Plusieurs taxons de baies, de Rosacées, de Géraniacées (telles que le Géranium Herbe à Robert) et d'autres plantes herbacées (notamment la Véronique officinale) ont été répertoriés au sein de la forêt.
Le tapis végétal des zones poldérisées se compose essentiellement d'herbacées, telles que la Scutellaire à casque (Scutellaria galericulata) ou le silène enflé (Silenus vulgaris).

Flore de Schokland
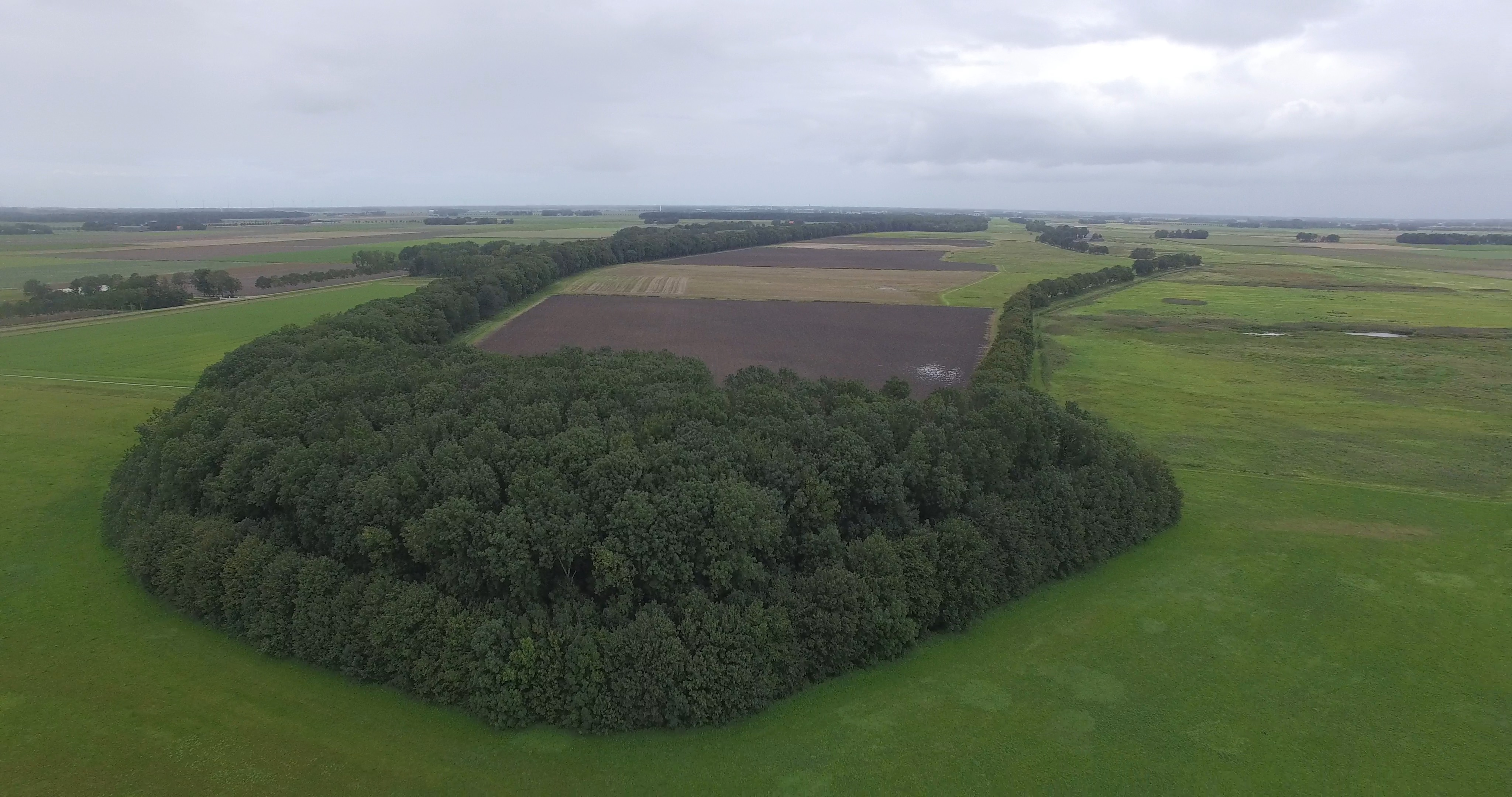
Vue panoramique de la forêt de Schokland.
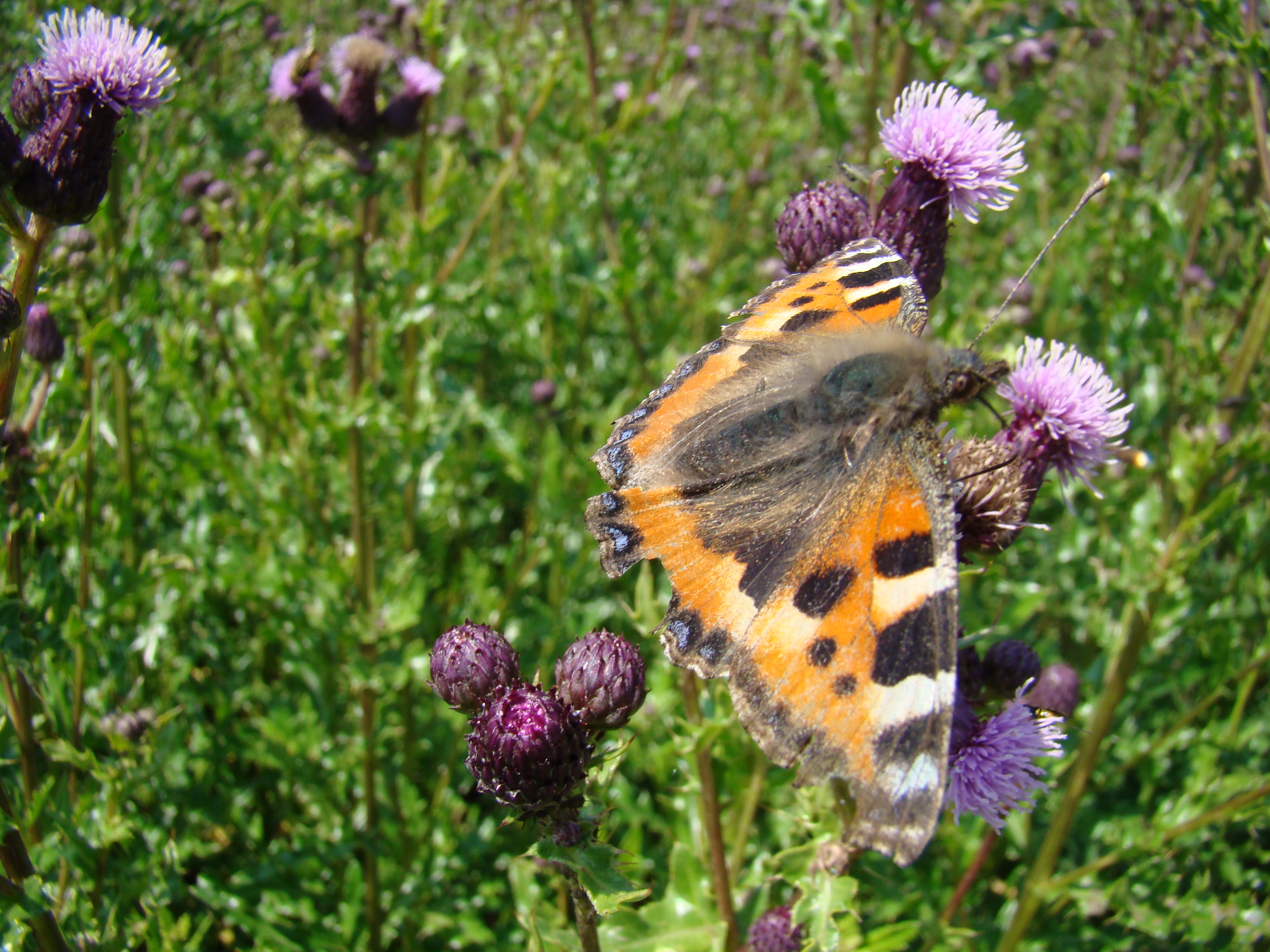
Fleur d'herbacée butinée par un Aglais urticae, à Schokland.
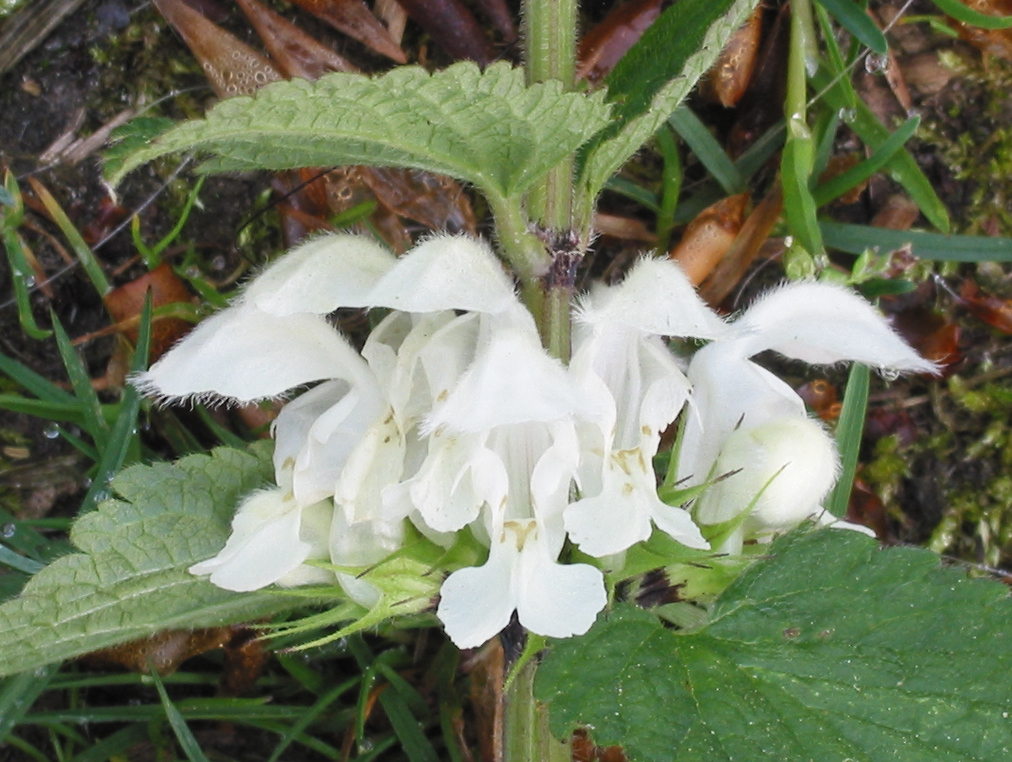
L'Ortie blanche.
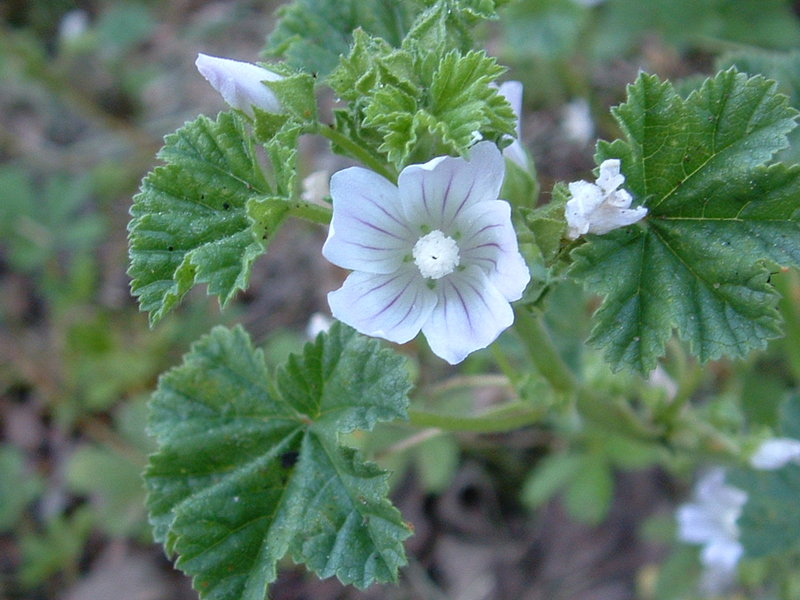
La Mauve à feuilles rondes.
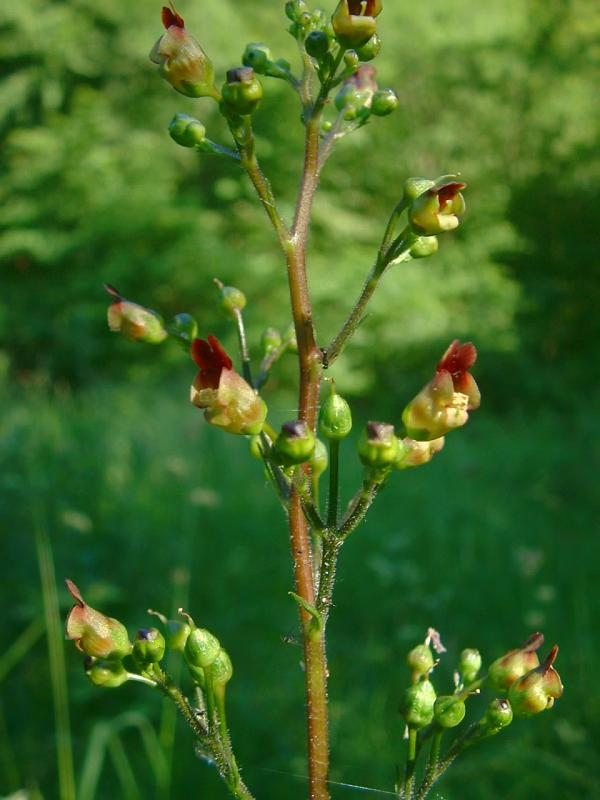
La Scrofulaire noueuse.
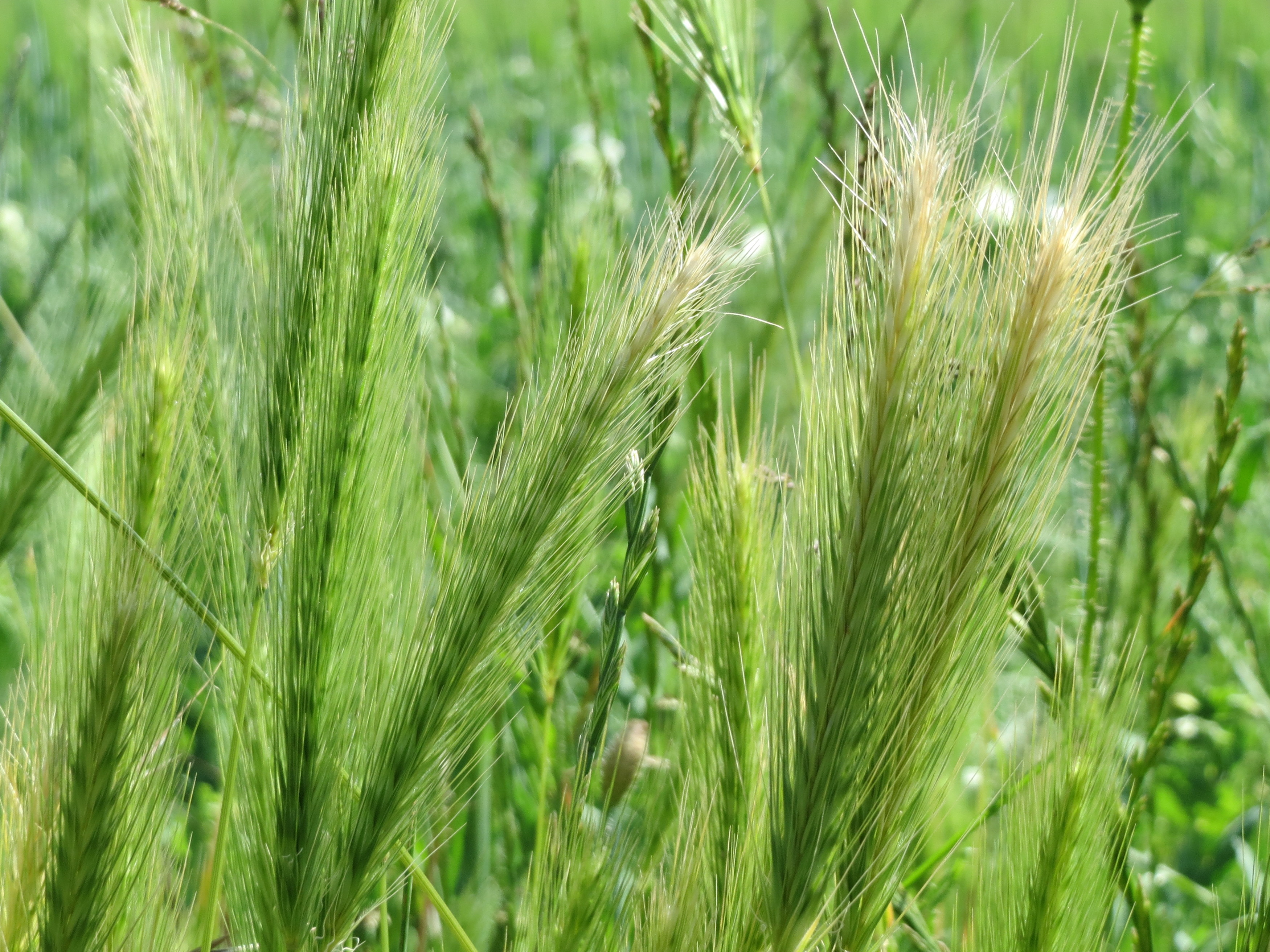
L'Orge des rats.
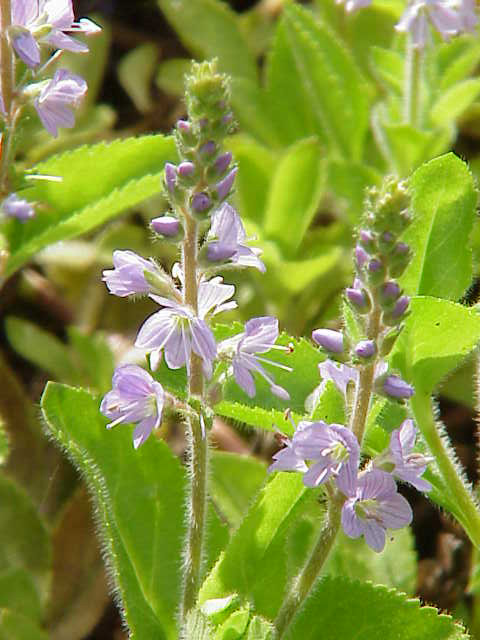
La Véronique officinale.
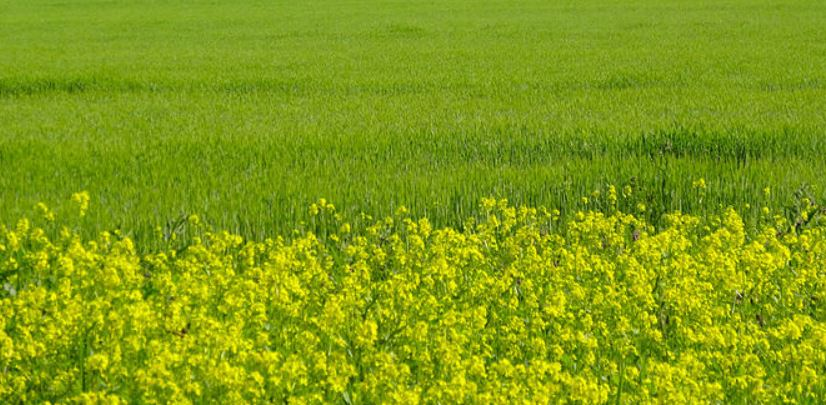
Herbacées dans une prairie de Schokland.